# الخط الزمني للحرب الفلسطينية الإسرائيلية (7 أكتوبر 2023 – 27 أكتوبر 2023)
تسرد هذه المقالة الخطّ الزمني لعملية طوفان الأقصى أو الحرب الفلسطينية الإسرائيلية خلال شهر تشرين الأول/أكتوبر من عام 2023 وهي العمليَّة التي أطلقتها الفصائل الفلسطينية في قطاع غزة وعلى رأسها حركة حماس عبر ذراعها العسكري كتائب الشهيد عز الدين القسام ضدَّ المستوطنات الإسرائيليَّة وإسرائيل منذ صبيحة السابع من تشرين الأول/أكتوبر 2023، كما تسردُ باقي التفاصيل من قبيل العملية الإسرائيليَّة التي سمَّتها تل أبيب عملية السِّيوف الحديديَّة فضلًا عمَّا جرى من تدخلاتٍ من أطراف فاعلة أخرى على غرار حزب الله في لبنان، وجماعة الحوثي باليمن، وأشكال المقاومة في سوريا والعراق، وكذلك الدعم الغربي لإسرائيل وفي مقدمته الولايات المتحدة الأمريكية.
المقالة مقسَّمة حسبَ الأيام، وتضمُّ عناوين فرعيَّة لأبرز ما جرى خلال اليوم مع تفاصيل إضافيَّة أخرى، وأهم التصريحات والقرارات علي المستويين الإقليمي والدولي.

## اليوم الأول (7 أكتوبر)

### الشرارة الأولي للحرب

خارطة تظهر توغل قوات الفصائل الفلسطينية بالمستوطنات الإسرائيلية (غلاف غزة) في (7-8 أكتوبر).

سُمعت صافرات الإنذار وهي تدوي في عشرات المستوطنات الإسرائيليَّة، وذلك بعد الساعة السادسة والنصف صباحًا (بالتوقيت المحلِّي)، ونَشرت وسائل إعلام فلسطينيّة صور ومقاطع فيديو وثَّقت لحظة إطلاق فصائل المقاومة في قطاع غزّة العشرات من الصواريخ نحو إسرائيل. سُرعان ما بدأ إسرائيليون في توثيق صواريخ المقاومة التي سقطَ بعضها في عسقلان، حيث أظهر مقطع فيديو من الأخيرة ألسنة لهبٍ ضخمة وهي تلتهمُ عددًا السيارات جرّاء سقوط الصواريخ.
سرت أخبارٌ جديدةٌ بعد السابعة صباحًا بقليل تُفيد بتمكّن مقاومين فلسطينيين من اجتياز الحدود حول غلاف غزة، واصلين لمدينة سديروت التي سُمع فيها أصوات اشتباكات بالرصاص وتبادل إطلاق النار. تطوّر الأمر أكثر حينما تمكّنت جيبات المقاومة الفلسطينية من اقتحام إحدى المستوطنات الإسرائيلية القريبة من القطاع، حيث وثَّق مقطع فيديو جرى تداوله بكثافةٍ على مواقع التواصل سيارة بيضاء من الحجمِ الصغير وهي تجوبُ شوارع سديروت وبها عدد من المقاومين الفلسطينيين المسلّحين والملثمين ممن نجحوا في اقتحامِ بلدات غلاف القطاع، في حين وثَّق مقطع فيديو ثان مُقاومًا فلسطينيًا وهو يقوم بعمليّة إنزال مظلي داخل بلدة ما من البلدات المتاخمة للقطاع.

### أسباب ودوافع المقاومة للهجوم على البلدات الإسرائيلية
ألقى القائد العام لكتائب الشهيد عز الدين القسام محمد الضيف بيانًا في تمام الثامنة صباحًا، وفيه أعلن وبصريحِ العبارة بدء عمليّة عسكرية سمَّاها «طوفان الأقصى» مؤكّدًا أنّ الضربة الأولى استهدفت مواقع العدو ومطاراته ومواقعه العسكرية وقد تجاوزت الـ5000 صاروخًا، وشرحَ الضيف في بيانه سبب بدء العمليّة حيث استرسل في الحديث عن «تدنيس الإسرائيليين للمسجد الأقصى وتجرؤهم على مسرى الرسول» مضيفًا أنّ هذه العملية جاءت لوضعِ حدٍ للانتهاكات الإسرائيلية، ومشددًا على أنّه بدءًا من اليوم السابع من أكتوبر ينتهي التنسيق الأمني مع الاحتلال، وأنّ الشعب الفلسطيني سيستعيد بدءًا من اليوم أيضًا ثورته ويعود لمشروع إقامة الدولة. طالبَ الضيف باتحاد كل القوى العربية والإسلامية لكنس الاحتلال، كما طالبَ كلّ من يملك بندقيّة بإخراجها فقد آن أوانها كما جاء في بيانه، وختمَ القائد العام لكتائب القسام بمطالبة الجميع مُتابعةَ التوجيهات والتعليمات عبر البيانات العسكرية المتتابِعَة.

### معركة رعيم
بدأت معركة رعيم بُعيد العاشرة صباحًا أي بعد ساعاتٍ من انطلاق معركة طوفان الأقصى، وكان هدفُ كتائب القسام خلال هذه المعركة هو السيطرة الكلية على القاعدة وهذا ما حصل، ففي هجوم خاطف ومباغت استطاعَ المقاومون الفلسطينيون اقتحامَ القاعدة ثمَ خاضوا اشتباكاتٍ مع من كان فيها من المجنّدين الإسرائيليين. استطاعت الكتائب بسط سيطرتها التامّة على القاعدة العسكريّة، وسقطَ خلال الاشتباكات عددٌ غير معروفٍ من الجنود الإسرائيليين ما بين قتيل وأسير. مِن بينِ مَن قُتل خلال هذه المعركة كان العقيد الإسرائيلي روي ليفي الذي تولى عددًا من المناصب في الجيش الإسرائيلي وكان مسؤولًا عن قيادة وحدة رفائيم، فضلًا عن سحر مخلوف الذي يحملُ رتبة مقدم وكان قائدًا لكتيبة الاتصالات الإسرائيلية 481. انتشرت كذلك أخبارٌ غير مؤكّدة تُفيد بأسرِ الجنرال نمرود ألوني الذي يقودُ فيلق العمق وكان في وقتٍ ما قائدًا لفرقة غزة، لكنّ مصادر عبرية نفت هذه الأخبار. انسحبت كتائب القسام من القاعدة بعد ساعاتٍ من السيطرة عليها، وعادت نحو القطاع مع عددٍ من الأسرى والغنائم، قبل أن يتمكّن الجيش الإسرائيلي من استعادةِ السيطرة على القاعدة بعدما خاض حرب شوارع مع من تبقّى من مقاتلي حماس في المنطقة.

### أسر جنود إسرائيليين
بُعيد بيان الضيف والذي أعلن فيه وبشكلٍ رسمي بدء عملية طوفان الأقصى، نشرَ فلسطينيون من داخل قطاع غزّة مقاطع فيديو تُصوّر لحظة عودة جيب عسكري يتبعُ لكتائب القسّام وفيه جثة جندي إسرائيلي قُتل خلال الاشتباكات وجرى سحبه للقطاع، كما وثَّقت وسائل الإعلام المحليّة دبابة إسرائيلية كانت تحرسُ موقع كيسوفيم العسكري والنيران تلتهمها شرقي خانيونس. استمرَّت صواريخ المقاومة في إمطار المستوطنات الإسرائيلية، ومعها استمرَّت الصور والفيديوهات التي توثق ما يجري.
نجحَ عناصرُ المقاومة الفلسطينية ممن دخلوا سديروت في اقتحامِ مقر الشرطة داخل المدينة، وسرت أخبارٌ غير مؤكّدة عن إجهازهم على كامل العناصر بالموقع، فيما انتشرت صورةٌ تُظهر جنودًا في جيش الاحتلال الإسرائيلي شبه عراة وهم مستلقون على الأرض بينما يقفُ مسلّح فلسطيني فوقهم رؤوسهم وآخر ببدلة عسكريّة على جانبهم فيما بدى أنها عمليّة أسر. على الجانبِ الآخر وفي القطاع كانت الصور والفيديوهات تتوالى، حيث وثّق الإعلام المحلي جيبًا إسرائيليًا استولى عليه المقاومون خلال اقتحامهم للبلدات والمدن المتاخمة للقطاع وعادوا به لموقعهم.

### التكاتف الفلسطيني
ظهرَ صالح العاروري نائب رئيس حركة المقاومة الإسلامية حماس على فضائية الأقصى ووجَّه رسالةً لأبناء فلسطين في الضفة الغربية والداخل المحتل كما افتتحَ قوله، حيث أكّد بادئ ذي بدء أنّ معركة طوفان الأقصى هي ردٌّ على جرائم الاحتلال، مُضيفًا أنّ المجاهدين في القطاع بدأوا عملية واسعة بهدفِ الدفاع عن المسجد الأقصى وتحرير الأسرى. خصَّ العاروري في رسالته المقاومين بالضفة، مشددًا على أنّ الأخيرة هي كلمة الفصل في هذه المعركة، وتستطيعُ أن تفتح اشتباكًا مع كل مستوطنات الضفة، كما طالبَ العاروري من الأمّتين العربية والإسلامية المشاركة في المعركة. خرجَ رئيس المكتب السياسي لحركة حماس إسماعيل هنية هو الآخر في بيانٍ صحفي أعلنَ فيه أنّ طوفان الأقصى بدأ من غزة وسيمتد للضفة والخارج وكل مكانٍ يتواجد فيه شعبنا وأمتنا، مؤكّدًا أنّ «المقاومة الفلسطينية تخوضُ في هذه اللحظات التاريخية ملحمة بطولية عنوانها الأقصى ومقدساتنا وأسرانا»، كما أهابَ بالأمّة العربية ومن وصفهم بأحرار العالَم بالوقوف والمشاركة في المعركة. أعلنت كتائب أبو علي مصطفى الذراع العسكري للجبهة الشعبية لتحرير فلسطين أنّ قواتها في حالة استنفار قصوى وتعمل ميدانيًا على الأرض في عدة محاور إلى جانبِ رفاق الدم والسلاح متوعّدةً تل أبيب بأنّ القادم أعظم.

### اقتحام المستوطنات

#### الاقتحامات والأسر
نشرت الحسابات الرسمية لكتائب القسام صورًا أولية لقوات النخبة القسامية داخل المستوطنات الإسرائيليّة ضمن معركة طوفان الأقصى، وأظهرت الوسائط مجموعة من جنود القسّام داخل عددٍ من المواقع العسكرية الإسرائيلية، فيما وثَّقت مقاطع فيديو أخرى حصار المقاومين لجنود جيش الاحتلال داخل قاعدة عسكرية لم يُعلن عن اسمها تقعُ على مشارف القطاع. أظهر مقطع فيديو لاحق نشره الإعلام العسكري التابع للقسام لحظات الاقتحام الأولى والاستيلاء على معبر كرم أبو سالم شرق رفح، وما تبعه من عمليات اشتباكاتٍ وما تخلّّلها من قتلٍ للجنود الإسرائيليين في الموقع وفي مواقع أخرى مع أَسرِ آخرين، ثمّ نشر الإعلام الحربي مقطع فيديو ثاني لسربِ صقر وهي إحدى الوحدات العسكرية التي شاركت في عملية طوفان الأقصى، بل هي الوحدة المسؤولة عن الإنزالات الجويّة عبر الطائرات الشراعيّة التي قام بها المقاومون داخل المواقع والمعابر العسكريّة الإسرائيليّة.
نشرت حركة المقاومة الفلسطينية حماس الفاعل الرئيسي في هذه العمليّة بيانًا جديدًا قالت فيه إنّ ذراعها العسكري تقوم بعملية دفاعٍ عن الشعب والأرض والمقدسات، كما حمَّلت الاحتلال كامل المسؤولية عن «تبعات جرائمه بحق المسجد الأقصى وفي القدس وضد أهلنا في الضفة وعموم فلسطين المحتلة»، مؤكّدة أنّ أولوية هذه العملية هي حماية القُدس والأقصى ووقفَ مخططات الاحتلال الرامية إلى تهويدهما وبناء هيكلهم المزعوم على أنقاض قبلة المسلمين الأولى، فضلًا عن تحرير الأسرى من السجون والذي اعتبرته أحد أهم العناوين الوطنية والسياسية والإنسانية. أكّد أبو حمزة الناطق باسمِ السرايا أنّ الأخيرة «تمتلكُ العديد من الجنود الصهاينة الذين هم أسرى بين أيدينا».
نشرت كتائب القسام صورًا لعددٍ من الجنود الإسرائيليين الأسرى خلال معركة طوفان الأقصى، موثقة ذلك عبر مجموعة فيديوهات فمنهم من أُسر وحُمل على دراجة ناريّة ومنهم من جيء به في سيارات أو حتى دبابة كما ظهر في مقطع فيديو نشره الإعلام الحربي التابع للكتائب. نشر نفس الإعلام مجموعة من المقاطع الذي أظهرت قدرات كتائب القسام والتي استعملت في معركتها هذه طائرات مسيّرة، حيث أظهر مقطع فيديو استهدافًا مباشرًا لثلاث جنودٍ إسرائيليين بقذيفة أُلقيت من طائرة مسيّرة على ما يبدو، ما تسبَّب في إصابة جندي واحد على الأقل إصابة مباشرة وجرى سحبه من زميله الجندي الثاني لمكان أأمن. استمرَّ القسام في توثيق العمليات التي نفذها ضدّ إسرائيل، حيث وثق استهدافًا مباشرًا لدبابة إسرائيلية بقذيفةٍ أُلقيت من طائرة عمودية ما تسبَّب في احتراقِ جزء كبير منها، فضلًا عن استهداف رشاش إسرائيلي من طراز «يَرى ويُطلق» شرق قطاع غزة بنفس الطريقة.

#### التوغّل في العُمق

الوضع الميداني في منطقة غلاف غزة بين 7 و8 أكتوبر، بعد اجتياح المقاومة الفلسطينيَّة للحاجز وتوغلها وسيطرتها على عدد من البلدات والمستوطنات.

رغم مرور عدّة ساعات على بداية العملية، فقد توغّل مقاومون فلسطينيون داخل المستوطنات الإسرائيلية وخاضوا اشتباكاتٍ وُصفت بعضها بالعنيفة وخاصّة في مدينة سديروت معَ قوات خاصّة إسرائيلية استُدعيت على وجه السرعة لعينِ المكان. تحدثت وسائل الإعلام العبريّة وبعضها مقربٌ من الجيش عن تسلّل ما قالت إنها خلية مسلحة لداخلِ سديروت وذلك بعد نحو تسع ساعاتٍ من بداية عمليّة طوفان الأقصى. ردًا على الغارات الإسرائيلية الكثيفة على مناطق متفرقة من القطاع، عاودت كتائب القسام إطلاق رشقات صاروخية على عددٍ من المدن الإسرائيلية وخاصة مدينة عسقلان التي تعرَّض فيها 60 موقعًا للقصف. أسفرت صواريخ المقاومة الفلسطينية عن مقتلِ مستوطنَيْن اثنين من قاطني المدينة كما اشتعلت النيران في عدّة أماكن عدى عن الأضرار الماديّة التي طالت بعض المرافق والشوارع.
لم يقتصر توغّل المقاومين الفلسطينيين داخل سديروت فحسب، بل تعمقوا داخل بلدات أخرى وتحصنوا في بعض المنازل حيث خاضوا اشتباكات ضارية مع جنود الجيش الإسرائيلي وقوات النخبة في موقع إيرز العسكري الذي سيطرت عليه الفصائل الفلسطينيّة في الساعات الأولى من العمليّة، كما صوَّرت وسائل إعلام عبرية اشتباكات أخرى داخل أوفاكيم مع أنباء عن وقوعِ جرحى وقتلى في الطرفين. بعد هجوم بئيري فجر يوم 7 أكتوبر، تحدثت القناة 13 الإسرائيلية عن وجودِ 50 رهينة في مستوطنة بئيري في يدِ من تصفهم بالمسلّحين الفلسطينيين مؤكّدة من مصادر شبه رسمية أنّ الجيش يخوضُ قتالًا في بلدة كفار عزة.

### الرد الإسرائيلي
اعترفَ الجيش الإسرائيلي أنّ حماس بدأت عملية مزدوجة شملت إطلاق قذائف صاروخية وتسلل مسلحين إلى الأراضي الإسرائيلية، معلنًا رفعَ حالة التأهب لحالة الحرب بعد تسلل فلسطينيين إلى قلبِ إسرائيل، ومتوعدًا بأنّ حركة حماس ستدفعُ ثمنًا باهظًا. أعلنَ الجيش أعلى درجات الطوارئ العسكرية والأمنية، وفَرَضَ حالة طوارئ تشملُ حدود شمال وشرق قطاع غزة حتى تخوم تل أبيب وديمونا، كما أَغلقَ عديد الطرق والمواقع وتحول إلى طرق بديلة في المناطق القريبة من السياج الحدودي مع قطاع غزة، قبل أن يُؤكّد وزير الدفاع الإسرائيلي مساحة حالة الطوارئ والتي وصلت نطاق 80 كيلومترًا من القطاع. أوقفت السلطات الإسرائيلية الدراسة ومنعت التجمّعات في المستوطنات الجنوبية والوسطى بما في ذلك تل أبيب والقدس. خرجَ رئيس الوزراء الإسرائيلي بنيامين نتنياهو في مقطع فيديو مصوَّر أعلنَ فيه وبصريح العبارة قائلًا: «نحنُ في حالة حرب»، طالبًا مِن مَن سمَّاهم مواطني إسرائيل الانصياع لأوامر الجيش وقوات الأمن. استُدعي الآلاف من جنود الاحتياط من قطاعات الجيش كافة وأُرسلوا ضمنَ تعزيزاتٍ على الحدود مع القطاع وآخرون في الحدود الشمالية مع لبنان. أظهرت صور ومقاطع فيديو هروب مئات المستوطنين من مستوطنات غزة إلى الشمال، كما وثَّق فلسطينيون في القُدس هروب عشرات المستوطنين من حائط البراق بعد تفعيل صفارات الإنذار عقبَ وصول صواريخ المقاومة لسمائها. قصف الجيش الإسرائيلي سويعات بعد الاقتحام الفلسطيني للمستوطنات القطاع، حيث أغارت طائراته الحربية على مناطق متاخمة للسياج الأمني شرقي غزة، ثمّ عاود القصف بُعيد الثانية عشر مساءً بالتوقيت المحلي لكنّه استهدفَ هذه المرة سيارة إسعافٍ مدنيّة على باب مستشفى ناصر.

### القصف المتبادل

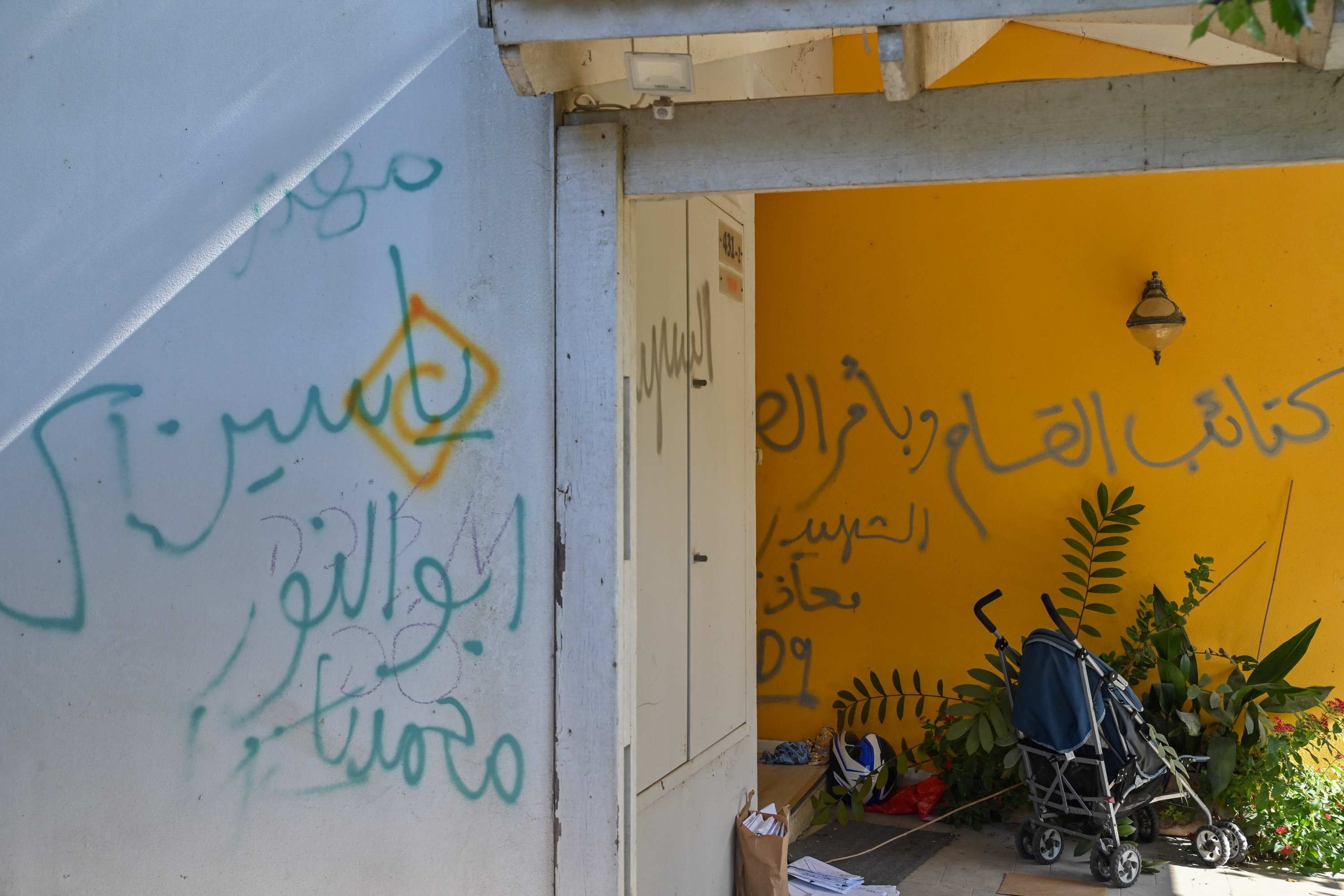
صورةٌ التقطها مكتب الصحافة الحكومي الإسرائيلي لجدران أحد المنازل في إحدى المستعمرات الإسرائيليّة في غلاف غزّة والتي وصل المقاومون الفلسطينيون، حيث وقَّعوا أسمائهم على الجدار مع عبارة تظهرُ في جدار آخر كُتب عليه «كتائبُ القسّام وبأمرٍ من الضيف» في إشارةٍ لمحمّد الضيف القائد العام للكتائب والذي أعطى انطلاق عمليّة طوفان الأقصى.

أغارت مقاتلات إسرائيلية بُعيد الرابعة والنصف مساءً على مبنى جمعية خيرية وسط مدينة غزة ولم يُعرف من الجانب الفلسطيني ما إذا كانت هذه الغارة قد تسبّبت في حدوث ضحايا، لكنّ الجيش الإسرائيلي نشر بيانًا رسميًا قال فيه إنّ «مقاتلاتنا نفذت غارات أدت إلى مقتل العشرات من حماس»، ثم عاود الطيران الإسرائيلي الهجمات الجوية عبر غارة جديدة نفذها في الساعة 06:13 بالتوقيت المحلّي على برجٍ سكني يقعُ وسط مدينة غزة فدمّرته بالكامل، وعلى الرغمِ من عدم وقوع خسائر بالأرواح إلّا أن عشرات العائلات الفلسطينية كانت تعيشُ في منازل تُشكّل هذا البُرج السكني وصارت بعد تدميره في العراء. سُرعان ما جاء الرد الفلسطيني على لسان الناطق العسكري باسم كتائب القسام أبو عبيدة الذي نشر بيانًا قصيرًا قال فيه: «أما وقد قام الاحتلال بقصف برج فلسطين وسط مدينة غزة فعلى تل أبيب أن تقفَ على رجلٍ واحدة وتنتظر ردنا المزلزل». أطلقت فصائل المقاومة الفلسطينية في تمامِ الثامنة مساءً دفعة صاروخية جديدة تجاه مواقع ومدن إسرائيلية، حيث نقلت وسائل الإعلام العربية والدولية الرشقة الصاروخية بالصوت والصورة وأكّدت كتائب القسّام الأخبار حين أعلنت عن توجيه ضربة صاروخية كبيرة بـ 150 صاروخا نحو تل أبيب ردًا على قصف البرج السكني. نجحت بعضٌ من صواريخ المقاومة في تفادي القبة الحديدية ووصلت قلب تل أبيب حيث سقطَ بعضها في جفعاتايم شمالًا وبات يام و‌ريشون لتسيون جنوبًا أين أصابَ أحد الصواريخ مبنى بشكلٍ مباشر. تسبَّبت الرشقة الصاروخيّة كذلك في وقف جلسة الحكومة الإسرائيلية وذلك بعدما هرعَ الوزراء المشاركين في الجلسة للملاجئ عقبَ سماع صافرات الإنذار، فيما وثَّقت فيديوهات أخرى احتماء مسافرين في مطار بن غوريون الدولي.
في الوقت الذي تحدثت فيه هآرتس عن مسلحين فلسطينيين لا زالوا يُسيطرون على منطقة واسعة على طول الحدود مع غزة تشملُ مستوطنات ومواقع عسكرية رغم مرور أكثر من عشر ساعات على بدءِ طوفان غزة، وبعدما أكّدت كتائب القسام أنّ في قبضتها عشرات الأسرى من الضباط والجنود الذي نُقلوا لأنفاق آمنة، حاولَ المتحدث باسم الخارجية الإسرائيلية شنّ ما بدى أنها حربٌ نفسية على الفلسطينيين حينما أعلنَ أنّ إسرائيل ستُنفذ حملة على حركة حماس داخل غزة ملمحًا لتدخل برّي دون تقديمِ مزيدٍ من التفاصيل. سرت أخبارٌ غير مؤكّدة عن قصفِ مقاتلات إسرائيلية لمنزل القيادي الحمساوي في غزة يحيى السنوار. أغارت مقاتلات إسرائيليّة بُعيد الثامنة والنصف على مجموعةٍ من المواقع في بيت لاهيا شمالي القطاع، ثم كررت نفس الشيء لكن هذه المرة في مخيم الشابورة برفح جنوبي قطاع غزة أينَ قصفت منزلًا هناك، ما تسبب بحسبِ وزارة الصحة الفلسطينية في وقوع عددٍ من القتلى والجرحى.
في غمرة القصف المتبادل بين فصائل المقاومة وسلاح الجو الإسرائيلي، خرجَ نتنياهو في بيانٍ مصوّرٍ جديدٍ وفيه أعاد تأكيد ما قاله وزرائه من قبل بأنّ «هذا اليوم قاسٍ لنا جميعًا وحماس تُريد قتلنا»، واصفًا ما جرى بأنّه غير مسبوق وأنّ الجيش الإسرائيلي سينتقم ويضرب حماس بلا هوادة مضيفًا أنّ هذه الحرب ستستغرقُ وقتًا وستشهدُ أيامًا جسيمة. مباشرةً بعد كلام نتنياهو صوَّرت وسائل إعلام عبرية حشود عسكرية كبيرة تتجهُ نحو مستوطنات غلاف غزة. اعترفَ الجيش الإسرائيلي أخيرًا بمقتل يوناتان شتاينبرغ قائد لواء ناحال خلال مواجهةٍ مع ما قال إنها معَ أحد المسلحين قُرب معبر كرم أبو سالم وذلك بعد نحو أزيد من 18 ساعة من بداية العمليّة الفلسطينية. نشرت كتائب القسام في ساعات متأخّرة مقطع فيديو يُظهر استهدافها لآلية إسرائيلية بصاروخ كورنيت ردًا على الغارات الإسرائيلية، والتي لم تتوقف حيث عاود الطيران الحربي قُبيل انتصاف الليل بدقائق استهداف مواقع لما قال إنها للفصائل المسلّحة غرب غزة فضلًا عن استهدافهِ لسوقٍ مركزي في بيت حانون شمالي القطاع. سُرعان ما ردَّت الفصائل عبر إطلاق دفعة جديدة من الصواريخ من غزة باتجاه المستوطنات والبلدات الإسرائيلية، ثمّ عاودت الطائرات الإسرائيلية الهجوم الجوّي على القطاع عبر استهداف مقر الشؤون المدنية التابع لوزارة الداخلية في بيت حانون ما تسبَّب في دماره بالكامل.

## اليوم الثاني (8 أكتوبر)

### استمرار الاشتباكات
دخل اليوم الثاني من عمليّة طوفان الأقصى مع استمرارٍ واضحٍ للاشتباكات وتبادلٍ للقصف وسطَ مزيدٍ من التوتّر بين فصائل المقاومة وعلى رأسها حماس وبين إسرائيل التي ظلَّ قادتها يهددون بتدمير الحركة والقضاء كليًا على كلّ قدراتها. البداية كانت قُبيل الثانية صباحًا بقليل حينما جدَّدت الطائرات الإسرائيلية غاراتها على مدينة غزة مستهدفةً مقر بنك الإنتاج في شارع عمر المختار ما تسبَّب في تدميره. لم تمضِ أقلّ من دقائق معدودة حتى أطلقت المقاومة الفلسطينية قذائف صاروخية تجاه مواقع ومدن إسرائيلية محادية للقطاع وذلك في إطارِ ردّها على الهجمات الإسرائيلية وفي محاولةٍ منها كما يبدو لتثبيت معادلة الردع الجديدة والتي تتضمّن مبدأُ المعاملة بالمثل والردّ على القصف بآخر. خلال تبادل إطلاق الصواريخ بين الطرفين وحشد الإسرائيليين لقواتهم على الحدود مع القطاع، كان بعضٌ من المقاومين الذين دخلوا المستوطنات الإسرائيلية منذ بداية العملية مستمرين في خوض اشتباكاتٍ عنيفة وقويّة مع قوات النخبة في الجيش الإسرائيلي مع حديثٍ عن احتجازهم لعددٍ من الأسرى، وخاصة في مستوطنة أوفاكيم التي أُصيبَ فيها 3 جنود إسرائيليين أثناء الاشتباكات مع المقاومين المسلّحين، أما سديروت فقد شهدت المعارك الأكبر بعدما اقتحمها المقاومون بأعداد ملحوظة وتحصنوا في عددٍ من المنازل والمقار داخلها، ما دفع الجيش الإسرائيلي بعد نحو 21 ساعة من بدء العملية لقصفٍ منزل داخل المستوطنة بالصواريخ بعدما فشل في اقتحامه والمقاومون داخله.
| ”                                                                       | تمكنا من التسلل لعددٍ من مواقع الاشتباك في صوفا وحوليت ويتيد لمدِّ مجاهدينا بالقوات والعتاد. | “ |
| —كتائب القسام في بيانٍ لها صباح الثامن من أكتوبر (اليوم الثاني للعمليّة). |                                                                                           |   |

هزَّت انفجارات عنيفة بُعيد الثالثة والنصف صباحًا مدينة غزة بعدَ غارات إسرائيلية على المدينة. زعمت هيئة البث الإسرائيلية في تقريرٍ لاحقٍ أنّ الغارات الأخيرة وما لحقها قد طالت منازل قيادات حماس بغزة بينهم يحيى السنوار ونزار عوض الله و‌فتحي حماد. هدأت الأوضاع لوقت وجيز قبل أن تعود المقاتلات الحربية بعد السادسة والنصف صباحًا لشنّ غارات جوية استهدفت هذه المرة برجًا سكنيًا في حي النصر بمدينة غزة وسطَ أنباءٍ عن وقوع ضحايا. نشرت كتائب القسام بيانًا تحديثيًا قالت فيه إنّ «مجاهديها لا يزالون يخوضون اشتباكاتٍ ضاريةٍ في عدة مواقع قتال داخل أراضينا المحتلة»، وما هي إلّا دقائق حتى سرت أخبارٌ عن إرسال الكتائب لمزيدٍ من مقاتليها لدعمِ وإسناد من توغلوا داخل المستوطنات الإسرائيلية. جاء التأكيد من الشرطة الإسرائيلية التي قالت إنّ المسلحين الفلسطينيين ما زالوا «داخل الحدود»، بينما ذكر الجيش الإسرائيلي أنه تصدى في حوالي التاسعة صباحًا لمقاتلين فلسطينيين حاولوا التسلل إلى مستوطنة عين هبسور في غلاف غزة. كانَ الهجوم الفلسطيني بحسبِ الصحافة العبرية والعالمية لافتًا كما أنّ أساليب الحرب التي اعتمدتها كتائب القسام وطريقة تسييرها جاءت مغايرة ومختلفة عن الحروب والاشتباكات السابقة. لقد اقتحمت الكتائب مناطق غلاف غزة برًا وجوًا وبحرًا، كما استعملت أسلحة مختلفة منها الطائرات المسيرة الانتحارية كما ظهر ذلك في فيديو نشره الإعلام الحربي للقسام. وجَّهت كتائب القسام قبل الحادية عشر صباحًا بقليل ضربة صاروخية وصفتها بالكبيرة لمدينة سديروت بنحو 100 صاروخ وذلك ردًا على ما وصفته باستهدافِ البيوت الآمنة. تسبّب قصفها الصاروخي والذي اعترضت القبة الحديدية بعضًا منه في وقوع إصابة حرجة لمستوطن إسرائيلي بعدما سقطت قذيفة على مبنى سكني كان به.

### المناوشات من حزب الله
خلال بثٍّ مباشر بعد السابعة صباحًا نقلَ مراسل قناة الجزيرة خبر سماع دوي انفجارات في مزارع شبعا و‌تلال كفرشوبا المحتلتين جنوب لبنان، وما هي إلّا دقائق حتى أعلنت إذاعة الجيش الإسرائيلي عن إطلاق قذائف هاون من داخل لبنان نحو مواقع للجيش الإسرائيلي في المزارع وجبل الشيخ. أصابت القذائف التي أُطلقت من لبنان بحسبِ وكالة رويترز للأنباء نقلًا عن مصادر أمنيّة موقعًا عسكريًا إسرائيليًا في مزارع شبعا، فردّت الأخيرة عبر قصفٍ بالمدفعية لما قالت إنها «أهدافٌ في جنوب لبنان»، فعاودَ حزب الله القصف مجددًا معلنًا عن استهدافه لموقع رويسات العلم الإسرائيلي ومواقع أخرى بأعدادٍ كبيرةٍ من قذائف المدفعية والصواريخ الموجهة.

### القتال داخل المستوطنات الإسرائيلية
رغم مرور أزيدَ من 30 ساعة على بداية عملية طوفان الأقصى، فقد فشل الجيش الإسرائيلي في السيطرة على البلدات في غلاف غزة وبخاصة سديروت وناحل عوز وكيسوفيم وكفار عزة. تمكَّن مقاومون فلسطينيون وعددهم أربعة من الاستيلاءِ على سيارة ركاب على مفرق مفكيعيم، وأعلنت الشرطة الإسرائيليّة أنها تُطارهم. خاض المقاومون المسلّحون اشتباكات مع الجيش ومع مستوطنين مسلّحين في الطريق، وأفادت الأنباء من المصادر العبرية عن قتلهم لـ 15 إسرائيليًا بعدما توغلوا في العُمق أكثر فأكثر، إلى أن حُوصروا أخيرًا في طريقٍ سيّار وكما ظهر في مقطع فيديو صوّره أحد المستوطنين فقد ترجَّل المقاومون من السيارة وخاضوا اشتباكًا جديدًا مع المجنّدين الذي كانوا بالعشرات فقُتلوا في عينِ المكان. بالتزامنِ مع هذه الاشتباكات في «الداخل الإسرائيلي»، واصلَ الجيش إرسال تعزيزات عسكرية كبيرة من دبابات ومجنزرات ثقيلة صوبَ الحدود مع غزة.
أعلنَ القسام في تمامِ الواحدة مساءً أنّ مقاتلي كوماندوز من النخبة نفذوا عملية ناجحة بخمس زوارق على شواطئ عسقلان وسيطروا على مواقع هناك ثم قتلوا عددًا من الجنود، وتحدثت وسائل إعلام عربية وعبرية عن اشتباكات عنيفة تدورُ بين مقاومين مسلَّحين وجنود إسرائيليين في كيبوتس ماغين شرق غزة، وهو الاشتباك الذي استعانَ فيه الجيش بقوات المدفعيّة وسطَ أنباء عن تقهقره هناك، كما سرت أخبارٌ غير مؤكّدة عن رفعِ المقاومين لعلم حماس الأخضر فوق موقع كيسوفيم العسكري بعد سقوطِ الموقع في يدها عقبَ اشتباكات ضارية مع جيش الاحتلال. نشرَ الإعلام الحربي لكتائب القسام بيانًا عسكريًا جديدًا تحتَ بند سُمح بالنشر، حيث أعلنَ فيه عن مشاركة سلاح الجو التابع للكتائب منذ اللحظات الأولى لمعركة طوفان الأقصى، موثقًا ذلك بمقطع فيديو يُظهر استعمالهم لـ 35 مسيرة انتحارية من طراز الزواري في جميع محاور القتال.

### المصادقة على بند الحرب
حاولت إسرائيل التي قتلت في هجومها الملحوظ الأخير على قطاع غزة يوم 9 أيار/مايو 2023 والذي سمَّته عملية السهم والدرع نحو 31 فلسطينيًا بينهم 24 من المدنيين استجداء العطف كما شنَّت حربًا إعلاميّة لوصفِ فصائل المقاومة بـ «الإرهاب»، بل وصلَ الأمر حدّ مطالبة المندوب الإسرائيلي بمجلس الأمن بتضامنٍ ودعمٍ من جميع أطراف المجتمع الدولي. سُرعان ما لبَّت الدول الحليفة لها الدعوة وأكثر حين أعلنَ وزير الدفاع الأمريكي لويد أوستن أنّ البنتاغون سيعمل على توفير كل ما تحتاجه تل أبيب للدفاع عن نفسها. شهد هذا اليوم مصادقة المجلس الوزاري المصغّر وبشكلٍ رسمي على دخول إسرائيل في حالة حرب، وتلى ذلك بيانٌ لقائد الجيش الإسرائيلي هو الأول منذ بداية العملية الفلسطينية ومما جاء فيه: «إنّه وقتُ الحرب». حظيت إسرائيل مباشرة بعد إعلان الحرب وكما هو الحال منذ عشرات السنين بدعمٍ ومساندةٍ من أغلب الدول الغربية بالإضافة للولايات المتحدة التي وصفَ وزير خارجيتها أنتوني بلينكن عملية طوفان الأقصى بأنها «أسوأ هجومٍ على إسرائيل منذ عام 1973» واصفًا إيّاه بـ«العمل الإرهابي». ما هي إلّا ساعاتٌ قليلة حتى نقلت وسائل إعلام أمريكية عن مصادر رسمية في الجيش الأمريكي تحريك الأخير لحاملة الطائرات يو إس إس جيرالد فورد نحو الشرق الأوسط وعلى مقربةٍ من إسرائيل لـ «إظهار دعم واشنطن».

## اليوم الثالث (9 أكتوبر)

### تكثيف الغارات
كثَّفت إسرائيل منذ الساعة الأولى لليوم الثالث غاراتها الجويّة العنيفة على قطاع غزة، حيث أغارت على منزلٍ من دون سابق إنذار في رفح ما تسبّب في وقوع مجزرة حيث قُتل في هذه الضربة ما لا يقلُّ عن 9 فلسطينيين في حصيلة أوليّة مرشحة للارتفاع، وبُعيد الثالثة صباحًا عاودَ سلاح الجوّ غاراته العنيفة حينما أزال منزل ثاني من على الأرض وجعله ركامًا وهذه المرة في شرق خان يونس وهي الغارة التي راحَ فيها 3 فلسطينيين على الأقل مع عددٍ غير معلومٍ من الجرحى. لم يُميّز القصف الإسرائيلي العنيف بين مقاومين مسلّحين وبين مدنيين، كما لم يُفرّق بين المنازل المدنية والمرافق العسكريّة بل طالَ المساجد هي الأخرى، والبنوك أيضًا بعدما كانت المقاتلات الحربية الإسرائيلية قد أغارت قبل ساعات قليلة على مقر البنك الوطني الإسلامي في حي الرمال ولم يُعرف سبب ضمّه لـ «بنك الأهداف» الخاص بتل أبيب.
استمرَّت الغارات العنيفة والواسعة على عدد من المواقع داخل قطاع غزة، في الوقت الذي كانت فيه الأخيرة تُحاول إحصاء ضحاياها وإنقاذ جرحاها خاصة بعدما ارتفعَ عدد القتلى في الغارة الجوية الأولى رفح إلى 18 فلسطينيًا، وازدادت معاناة الفلسطينيين بسبب عدم قدرة طواقم الإسعاف عن الوصول لمواقع القصف في أكثر من منطقة إمّا بسببِ كثافة الغارات أو
تدمير الغارات نفسها للطرق الرئيسية. كان لدير البلح نصيبٌ هي الأخرى من الغارات الجوية الإسرائيلية التي قتلت فيها 3 فلسطينيين على الأقل منهم مدنيين، أما تل الزعتر الواقعةِ شمالي قطاع غزة فقد قُتل فيها 4 فلسطينيين بسببِ سلسلة غارات عنيفة على أحد المنازل في المدينة، كما قَتلت إسرائيل في حدود السابعة والنصف صباحًا (بالتوقيت المحلي) طفلتين شقيقتين في قصفها على حيّ الزيتون.
أعلنَ الجيش الإسرائيلي أنّ قصفه طالَ مقرات عملياتية لحركة حماس ومبنى لنشطاء من الحركة، مضيفًا أنّ أكثر من 500 «هدف استراتيجي» للمنظمات قد تعرّض للغارات الجوية في القطاع، لكنّ وزارة الداخلية في غزة خرجت ببيانٍ مضاد ومُقابل أكّدت فيه تصعيد الاحتلال من عدوانه وحربه بشنّه مئات الغارات بشكل متلاحق في ساعات محدودة كما شرحت، موضّحة كيف أنّ جُلَّ الأهداف هي أبراج وعمارات سكنية ومنشآت مدنية عدى عن العديدِ من المساجد، وهي الغارات التي قالت إنها خلفت قتلى ومصابين معظمهم من النساء والأطفال.

### مجزرة جباليا
أعلنَ الناطق باسم الجيش الإسرائيلي أنّ طائرات سلاح الجو أسقطت منذ بداية الحرب (في نحو 50 ساعة فحسب) أكثر من 1000 طن من القنابل على غزة، وجرى استدعاء 300 ألف جندي احتياط في أكبر عملية من نوعها على الإطلاق. شنَّت طائرات الاحتلال الإسرائيلي بدءًا من العاشرة إلّا رُبع صباحًا غارات عنيفة جدًا ومتكرّرة على مواقع جنوب وشرق مدينة غزة، أما القصف الأعنف إطلاقًا – حتى صباح اليوم الثالث من الاشتباكات – فقد كان على سوقٍ شعبي في مدينة جباليا حيث سُمعت أصوات الانفجارات من أماكن بعيدة. كانَ من الواضحِ أنّ القصف سيُخلّف عددًا كبيرًا من الضحايا بسببِ شدّة الاستهداف أولًا وبسببِ المكان الذي تعرض للاستهداف. أظهرت مقاطع فيديو بُثّت دقائق ما بعد القصف دمارًا مهولًا وخرابًا كبيرًا حيث انهارَ منزلينِ كبيرين بالكامل، ووثَّقت مقاطع فيديو لاحقة الجثث متطايرة في أماكن مختلفة من الشارع مع وجودِ محاصرين تحتَ الأنقاض وجرحى في كلّ مكان. بلغَ عددُ الضحايا في حصيلة أوليّة ما لا يقلُّ عن 50 قتيلًا أغلبهم من المدنيين عدى عن عشرات الجرحى. لم يكتفِ سلاح الجو الإسرائيلي بالغارات العشوائية التي طالت خمسة مساجد في يومين وبنكًا فضلًا عن عشرات المنازل، بل قصفَ سيّارة إسعاف كانت تقلُّ جرحى ومصابين وأظهر مقطع فيديو صوَّره أحد الفلسطينيين في عينِ المكان آثار القصف على سيّارة الإسعاف ومحيطها. ردَّت فصائل المقاومة على مجزرة جباليا عبر توجيه ضربة صاروخيّة لأسدود وعسقلان بنحو 120 صاروخًا لكنّ نظام القبة الحديدية استطاع اعتراض جزء كبير من هذه الصواريخ بينما مرَّت أخرى وسقطت داخل المستوطنتين وسطَ حديثٍ عن أربع جرحى في صفوفِ الإسرائيليين أحدهم إصاباته حرجة.

### المناوشات على الحدود اللبنانية الإسرائيلية
أكّدت وسائل إعلام محلية لبنانية أنّ اشتباكاتٍ وقعت بين عناصر من حزب الله وجنود الاحتلال الإسرائيلي قُرب بلدة الظهيرة الحدودية، فيما أفادت وكالة الأنباء اللبنانيَّة بأن قوات الاحتلال الإسرائيلي قصفت بالمدفعية بلدة الظهيرة في القطاع الغربي وصولًا إلى بلدات مروحين والبستان والزلوطية. من جانبها قالت القناة 13 العبرية أنّ الجيش الإسرائيلي أعلن أنّ عددًا من الأفراد تسللوا للأراضي الإسرائيلية من لبنان بعد تفجير السياج الحدودي فحصلت اشتباكاتٌ بين الطرفين نجم عنها مقتل لبنانيين اثنين على الأقل فيما جُرح في الجانب الإسرائيلي 6 مجنّدين أحدهم حالته خطيرة. أصدر حزب الله بيانًا رسميًا في وقتٍ لاحق، وفيه نعى 4 من مُقاتليه نتيجةً لما سمَّاها «الاعتداءات الإسرائيلية على البلدات والقرى اللبنانيَّة». تطوّّرت الأمور لاحقًا حين قامت مجموعاتٌ تابعة للحزبِ اللبناني المدعومِ إيرانيًا بمهاجمة ثكنة برانيت وهي مركز قيادة فرقة الجليل، وثكنة أفيفيم وهي مركز قيادة كتيبة تابعة للواء الغربي بعددٍ من الصواريخ وقذائف الهاون دون حديثٍ عن وقوع قتلى. تبنّى الحزب المسؤولية عن الهجومان وقالَ إنها «ردٌّ أولي على مقتل عناصرنا في جنوب لبنان». اعترفَ الجيش الإسرائيلي بعد مرور عديد الساعات على الاشتباكات مع المسلّحين على الحدود الإسرائيلية اللبنانية بمقتل نائب قائد اللواء 300 بالفرقة 91، وكان لافتًا تبنّي سرايا القُدس لهذه العملية بعد تضاربٍ حول هويّة المشتبكين وما إذ كانوا من حزب الله أم من الفصائل الفلسطينية الناشطة في لبنان.

### الاشتباكات المسائية
سويعاتٌ قليلة بعد مجزرة جباليا حتى عادت الطائرات الحربية الإسرائيلية لتُغير على المنازل من جديد حيث قصفت في تمام الرابعة مساءً منزلًا مأهولًا في خانيونس جنوبي قطاع غزة ما تسبب في مقتل فلسطينيين اثنين على الأقل وجرحِ آخرين. ردَّت كتائب القسام سريعًا عبر رشقة صاروخيّة صوبَ مدينة القدس المحتلّة، وهي الرشقة التي نجم عنها بحسبِ نجمة داوود الحمراء إصابة 4 إسرائيليين في مستوطنة بيتار عيليت. أضافت إسرائيل لبنكِ أهدافها شركات الاتصالات بعدما قصفت شركة الاتصالات الفلسطينية ما تسبَّب في انقطاعِ خدمة الإنترنت لبعض الوقت ورأى محللون في هذا محاولة من تل أبيب لفرضِ حصار مطبق وخانق على القطاع بحيث يُمنع من كلّ مقومات الحياة بما في ذلك الماء والكهرباء والطعام وحتى الاتصالات. استمرّت الغارات الإسرائيلية على مدار الساعات اللاحقة من مساء اليوم الثالث للعمليّة ولو بشكل متفرّق وأخفّ حدة مما كانت عليه في الصباح حيث طالت منزلًا في مخيم البريج (وسط القطاع) أوقع عددًا من الضحايا، ومنزلًا آخر في خان يونس (جنوب القطاع) تسبّب هو الآخر في مقتل 3 فلسطينيين على الأقل وعددٍ غير معروفٍ من الجرحى. جدير بالذكرِ هنا أنه ومن ضمنِ المنازل التي قصفتها إسرائيل خلال غاراتها المسائية العنيفة على القطاع كان منزل الصحفي الفلسطيني في قناة الجزيرة تامر المسحال مقدم البرنامج الاستقصائي الشهير ما خفي أعظم والذي فضحَ فيه الرواية الإسرائيليّة حول عددٍ من المواضيع في أكثر من مرة.

### حرب التصريحات
استمرَّ التجييش الإسرائيلي على القطاع حيث أمر وزير الدفاع بفرض حصارٍ كاملٍ على غزة من خلال قطعِ الكهرباء والطعام وحتى الوقود، بل وصفَ المقاومين والفلسطينيين ممن تُحاربهم إسرائيل بـ «الحيوانات البشريّة»، وهو التصريح الذي أثار جدلًا كبيرًا ووصل صداه بعض الأوساط الغربية حتى أنّ منظمة هيومن رايتس ووتش الحقوقيّة وصفت التصريحات بـ «المُقزّزة». نشرت كتائب القسام في حوالي الثامنة مساءً رسالة صوتيّة للمتحدث باسمها أبو عُبيدة، والتي افتتحها بالحديث عن كيف أنّ «العدو لا يفهمُ لغة الإنسانية والأخلاق وسنُخاطبه باللغة التي يعرفها». وأكّد أنّ الحركة «تجرَّعت الألم تجاه ما حصل لعائلات كثيرة بغزة من إجرام صهيوني فاشي» وهو ما دفعها لوضع حدٍ لهذا الإجرام بالقولِ «إنَّ كل استهدافٍ لشعبنا دون سابق إنذار سنقابله بإعدام رهينةٍ من المدنيين» في إطارِ التعامل بالمثل كما شَرح محمّلًا تل أبيب وأمام العالم مسؤولية هذا القرار عقبَ الغارات العنيفة والتي تسبّبت في مقتل عشرات الفلسطينيين أغلبهم من المدنيين كما حصل في مجزرة جباليا والتي راحَ ضحيّتها 50 فلسطينيًا على الأقل ومئات الجرحى.
خرجَ رئيس الوزراء الإسرائيلي بعد أقلّ من ساعتين من بيان أبو عبيدة الصوتي في مقطع فيديو قال فيه إنّ حماس هي من طلبت الحرب وستُواجه حربًا، واعترفَ بالرغبة الحكومية الإسرائيلية في تأمينِ ما سمَّاهُ بـ «الدعم الدولي» لضمانِ التحرّك بهامش حرية كبير، متوعدًا حركة المقاومة بأنّ كل مكانٍ تعمل منه سيتحول إلى خراب، كما تفاخرَ نتنياهو بالقول إنّ ما سيفعله جيشه بمن وصفهم بالأعداء سيتردد صداه لأجيال. استمرَّت حربُ التصريحات الإعلاميّة حينما ظهر أبو عبيدة من جديد وهذه المرة في مقطع فيديو أطول شرحَ فيه السبب الرئيسي لإعلان معركة طوفان الأقصى وهو ذاته السبب الذي تحدث عنه الضيف في أول ساعات العمليّة. شنَّ أبو عبيدة في بيانه هجومًا ضمنيًا على الجيش الإسرائيلي فقالَ إنّ «العدو عاجزٌ عن مواجهة مقاتلينا على مدار أكثر من 60 ساعة حتى الآن»، وأكّد أنّ مقاتلي الحركة أسقطوا كامل فرقة غزة في جيشِ الاحتلال، كما كرّر الحديث عن القصف الإسرائيلي للمنشآت المدنية وقتل الأطفال وسخر من تهديدهم بحرب برية مضيفًا أنّ الفصائل جاهزة لمعركة طويلة ومستعدة لكل الاحتمالات.

## اليوم الرابع (10 أكتوبر)

### اغتيال الصحفيين
بُعيد الثالثة صباحًا من اليوم الرابع للمعركة، أغارت طائرات الاحتلال الإسرائيلي دون سابق إنذار على برجٍ سكني يقعُ غرب مدينة غزة. كان بالبرجِ عددٌ من الصحفيين الفلسطينيين المعروفِ تمركزهم فيه منذ مدة، حيث ينقلون ما يجري في المدينة ويُصوّرون الغارات الإسرائيلية وردود فعل فصائل المقاومة وغيرها من الأحداث. تسببت الغارة الإسرائيلية في مقتل ما لا يقلُّ عن 3 صحفيين دفعة واحدة وهم سعيد رضوان الطويل من سكان محافظة رفح جنوبًا ويعمل رئيس تحرير موقع الخامسة للأنباء، والصحفي محمد رزق صبح من سكان غزة ويعمل مصورا لوكالة خبر، ثم الصحفي هشام النواجحة من سكان محافظة رفح والذي أُصيبَ بجراح خطيرة أدخل على إثرها لغرفة العناية المشددة في مجمع الشفاء الطبي لكنّه فارق الحياة بعد ذلك. أظهرت مقاطع مصوّرة لحظة الغارة الإسرائيلية الصحفيين وهم يرتدون لباس الصحافة يل إنّ أحدهم شُيّع بسترته الصحفيّة التي كان يرتديها لحظة القصف والمليئة بالدماء.

### تبادل القصف
قصفت ألوية الناصر صلاح الدين في حوالي العاشرة صباحًا مستوطنات غلاف غزة وخاصة عسقلان ونتيف هعسارا وزكيم بعشرات الصواريخ ردًا على «المجازر الإسرائيليّة بحقِّ المدنيين»، بينما استمرّت الغارات الجوية على مناطق متفرقة من القطاع وسياسة استهداف المنازل في جباليا والذي أوقعَ عددًا من الضحايا. واصلَ الجيش الإسرائيلي الدفع بمزيدٍ من التعزيزات العسكرية إلى منطقة غلاف غزة، مؤكّدًا أنه أنشأ بواسطةِ الدبابات جدارًا من حديد على السياج الحدودي مع غزة وذكر بصريحِ العبارة أنّ «كل من يقترب منه سيُقتل». مع انتصافِ النهار سدَّدت فصائل المقاومة دفعات صاروخية استهدفت عبرها جنوب عسقلان، وردّ الطيران الحربي الإسرائيلي عبر قصفِ مناطق في غزة بل أغارَ على منطقةٍ ما في معبر رفح الذي يربطُ الجانبين الفلسطيني والمصري ما منعَ حركة المسافرين المتعطّلة أساسًا. لم تكتفِ إسرائيل بالهجوم الجوي على معبر رفح فحسب، بل نقلت القناة 12 العبرية عن مصدر رسمي في الجيش قوله إنّ إسرائيل هدَّدت مصر بضرب أي شاحناتٍ تحملُ مساعداتٍ تحاول الدخول إلى غزة من معبر رفح. استهدفَ جيش الإحتلال الإسرائيلي منزلًا في مخيم النصيرات وسط قطاع غزة، وبسرعةٍ ردَّت المقاومة عبرَ قصف صاروخي مكثف على بلدة تلمي إلياهو في غلاف غزة الجنوبي والذي تسبب في مقتلِ مستوطنين اثنين وإصابة اثنين آخرَين بجروح خطيرة بحسبِ الإسعاف الإسرائيلي.

### الصواريخ على عسقلان
بحلول الثالثة وستّ دقائق (بالتوقيت المحلي) خرجَ الناطق باسم كتائب القسام أبو عبيدة في بيانٍ كتابي جديد أعلن فيه إمهال سكان مدينة عسقلان المحتلة ساعتين لمغادرتها قبل أن تطالها صواريخُ المقاومة في الساعة الخامسة من مساء نفس اليوم مختتمًا بيانه بعبارة «قد أعذر من أنذر»، وفي تمامِ الخامسة مساءً خرجت دفعة مكثفة من الصواريخ من قطاع غزة نحو عسقلان بعدَ انتهاء المهلة التي منحتها القسام لإخلاء المدينة. أكّد مراسل قناة الجزيرة إلياس كرام خلال بثٍّ مباشرٍ أنّ القصف كثيف وغير مسبوقٍ على عسقلان ومثله ذهبَ عددٌ من الصحفيين الفلسطينيين الذي كانوا ينقلون الأخبار من موقعِ الحدث. أكّدت كتائب القسام أنها ستُواصل دكَّ عسقلان حتى تهجيرها إذا لم يُوقِف الاحتلال سياسة تهجير المدنيين، وما هي إلّا دقائق عقبَ هذا البيان حتى خرجت دفعة جديدة من الصواريخ صوبَ المستوطنة الإسرائيلية القريبة من حدودِ القطاع وسُمعت أصوات انفجارات كبيرة في السماء بعد تصدّي القبة الحديدية لعددٍ من الصواريخ.

### الدعم الأمريكي لإسرائيل
عقد الرئيس الأمريكي جو بايدن رفقة نائبته كامالا هاريس ووزير خارجيته أنتوني بلينكن مؤتمرًا صحيفًا رسميًا في حوالي التاسعة والنصف (السادسة والنصف بتوقيت جرينتش)، وفيه هاجمَ بيان حركة حماس حيث وصفها بـ «المنظمة الإرهابية التي تهدفُ لقتل اليهود» بل قارنها مع تنظيم الدولة الإسلامية (داعش) ثم أبدى دعمًا صريحًا ومباشِرًا لإسرائيل بالقول إنّ الولايات المتحدة تقفُ إلى جانبها وتدعمها وستلبي كل الاحتياجات اللازمة لها. استطاعت وسائل إعلام أمريكية نقلًا عن مصادر رسميّة في البيت الأبيض التأكّد من وصولِ دفعة أولى فعليًا من المساعدات الأمنية إلى إسرائيل، وهو الذي أكّده الجيش عبر بيانٍ رسمي بعد ساعاتٍ من حديث الصحافة حينما أعلنَ وصول أول طائرة تحملُ ذخيرة أمريكية متقدمة ستسمحُ بتنفيذ ما وصفها بالضربات الكبيرة وبالاستعداد لكل السيناريوهات. رفضت حركة حماس التي لم تحصل على أيّ دعمٍ عسكري عربي ولا إسلامي ولا حتى دولي ما وردَ في خطاب بايدن الذي وصفته بـ «المغالَطات» مؤكّدة حق الشعب الفلسطيني في المقاومة وإنهاء الاحتلال، كما استنكرت تصريحات الرئيس التحريضية والتي تزامنت مع تصاعد العدوان الإسرائيلي الهمجي على الفلسطينيين كما جاء في بيانها.

### المناوشات مع لبنان وسوريا
تزامنًا مع القصفِ المكثف على عسقلان، دوت صفارات الإنذار في الجليل الغربي بعدما رصدت منظومة القبة الحديدية الدفاعيّة إطلاق صواريخ من القليلة جنوبي لبنان. عادت المناوشات بين حزب الله والجيش الإسرائيلي بعدما قالَ الأخير إنّه هاجمَ بالدبابات مواقع مراقبة تابعة للحزب ردًا على إطلاق نار من الأراضي اللبنانية، فيما ردَّ الحزب عبر قصفٍ بصاروخٍٍ موجهٍ لآلية إسرائيلية في مستوطنة أفيفيم ما تسبّب في تدميرها بالكامل بعدما التهمتها ألسنة اللهب واعترفَ بشكل رسمي بمسؤوليّته عن هذه العمليّة والتي لم تُوقع جرحى أو قتلى في الجانبِ الإسرائيلي. قالَ الجيش الإسرائيلي في العاشر والنصف مساءً إنّه قد رصدَ «إطلاق قذائف من الأراضي السورية سقط بعضها في مناطق مفتوحة في إسرائيل»، وردَّ على المكان الذي انطلق منه «الهجوم» داخل سوريا عبر قذائف المدفعيّة والهاون دون وقوعِ إصابات.

## اليوم الخامس (11 أكتوبر)

### الغارات الإسرائيلية والرد الفلسطيني
استمرّت الغارات الإسرائيلية الصباحيّة على قطاع غزة والتي لم تتوقف تقريبًا بين كل ساعة وأخرى، حيث استهدفت الطائرات الحربية مناطق عدة ومتفرقة من القطاع وسطَ حديثٍ عن وقوعِ عددٍ من الضحايا خاصّة في خان يونس التي تعرّضت بعضٌ من أحيائها لما يُشبه الإبادة وسُويّت أجزاءٌ كبيرةٌ من شوارعها بالأرض فضلًا عن عشرات المنازل التي سقطت منذُ بداية الغارات الجويّة على المدينة. قصفت سرايا القدس الذراع العسكري لحركة الجهاد معَ انتصاف النهار مستوطنة سديروت بدفعة صاروخية اعترضتها القبة الحديدية، كما استهدفت الفصائل الفلسطينية معبر إيرز بالصواريخ فضلًا عن إطلاف دفعات صاروخية مكثفة صوبَ عسقلان ردًا على تهجير المدنيين كما قالت كتائب القسام في بيانها. اعترضت القبة الحديدية أغلب الصواريخ ومع ذلك فقد مرّ بعضها الآخر حيث سقطَ أحدهم على أحد المباني داخل المستوطنة ما تسبّبَ في إصابة مستوطنَين اثنين.
طالت الغارات الإسرائيلية العشوائية منازل المدنيين وبرّرت إسرائيل هذه الاستهدافات بدعوى تحصّن عناصر القسام داخل المنازل المستهدفة، ومع ذلك فإنّ الصواريخ الإسرائيلية ضربت حتى سيارات الإسعاف حيث أعلنَ الهلال الأحمر الفلسطيني عن مقتلِ 3 مسعفين شمالي غزة عقبَ غارة صهيونية ضربت سيارة إسعافٍ بشكل مباشر. انتقدت وزارة الصحة الفلسطينية في القطاع الاحتلال الإسرائيلي عقبَ المجزرة في حقِّ مسعفيها وقالت إنّ هذا المحتلّ لا يعترفُ بالإشارة الدولية لطواقم الإسعاف منتقدةً صمت العالَم والذي لا يتحرّك. أطلقت فصائل المقاومة رشقة صاروخية جديدة ذات مدى بعيد حيثُ استهدفت هذه المرة تل أبيب وضواحيها الجنوبية التي دوت فيها صفارات الإنذار قبل أن تُسمع أصوات انفجاراتٍ في السماء ناجمة عن اعتراضات القبة الحديدية. أصابَ أحدُ الصواريخ الذي فشلت القبّة في اعتراضه أحد المباني بضاحية ريشون لتسيون في تل أبيب لكنّه لم يُسفر عن جرحى أو قتلى بعدما توجّه أغلبُ سكان الضاحية للملاجئ عقبَ سماع الصفارات. أظهرت البيانات الملاحية من منظمة فلايت رادار 24 تعذر هبوط عدد من الطائرات بمطار بن غوريون فيما أجّلت رحلات أخرى مواعيد انطلاقها. عاودت الطائرات الحربية الإسرائيلية غاراتها المسائية على القطاع وخاصة منطقة النصيرات التي سقطَ فيها قتلى وجرحى بالعشرات، قبل أن تردُّ السرايا فيما تُسمّيها تاسعة البهاء عبر إطلاق عددٍ من الصواريخ نحو المستوطنات الإسرائيلية في غلاف غزة وركّزت قصفها سديروت وزيكيم ونتيف هعسراه.

### اشتباكات الضهيرة
استهدفَ حزب الله قُبيل الحادية عشر صباحًا عبرَ صاروخين موجهين موقع الضهيرة الاسرائيلي الحدودي جنوب لبنان، وتحدثت مصادر من الحزب لقنوات وصُحف محليّة عن تحقيقِ إصابات في صفوف القوات الإسرائيلية وسقوطِ قتلى وجرحى. ردَّت مدفعية الجيش الإسرائيلي على هذا الاستهداف عبر قصف مواقع داخل الأراضي اللبنانية. نشر حزب الله في وقتٍ لاحقٍ مقطع فيديو يُوثّق استهدافه لمجموعة جنودٍ إسرائيليين في موقع الجرداح العسكري شمالي إسرائيل.

### التوتر الأمني الإسرائيلي
تحدثت مصادر رسميّة عشية هذا اليوم عنِ الاشتباه باختراق 15 طائرة شراعية على متنها مقاتلون من لبنان إلى منطقة أفيفيم، ثم أكّد الجيش الإسرائيلي ذلك في بيانٍ رسمي واصفًا هذا الاشتباه بـ «معلومات أولية». سُمعت صفارات الإنذار تدوي في عددٍ من المدن بما في ذلك بيسان و‌طبريا و‌صفد ثم طُلب من المستوطنين دخول الملاجئ وما هي إلّا دقائق حتى تراجعَ الجيش عن هذا الطلب معترفًا أنّ الإنذار ناجمٌ عن خطأ بشري والتي تسبب في حالةٍ كبيرةٍ من التوتر.
تواصلَ خلال هذا اليوم التجييش ضد قطاع غزة وربما وصلَ الأمر حدّ شن حرب نفسيّة، حيث أعلن المتحدث باسم الجيش أنّ «قطاع غزة منطقة عسكرية مغلقة والدخول إليها محظورٌ تمامًا ويُشكّل خطرًا أمنيًا جسيمَا»، أما قائد الجيش فقد ألقى بيانًا مصورًا وجّه فيه رسالة للمقاومة الفلسطينية فقال أنّ تل أبيب ستضربُ في أيّ مكانٍ يُوجد فيه قادة وعناصر حماس في غزة «مهما كانت القيود» ملمحًا لأنّ الضربات لن تأخذَ في الاعتبار أيّ قيد من القيود مثل وجود مدنيين أو غير ذلك. ظهر نتنياهو هو الآخر والذي أشادَ بخطابِ الرئيس بايدن واصفًا إيّاه بـ «المؤثر»، قبل أن يُؤكّد هو الآخر أنّ إسرائيل تُحارب بكل قوة وبدأت بالهجوم شاكرًا واشنطن على المساعدات العسكرية التي وصلت ومنتظرًا وصول حاملة الطائرات. وصفَ رئيس هيئة الأركان بيني غانتس حماس بـ «العدو القاسي» قائلًا أنّه «يجبُ القضاء عليه بكل الوسائل».

### الحصار الخانق
| ”                                          | التاريخُ لن يرحمَ المتقاعسين المتخاذلين عن نصرة الشعب الفلسطيني. | “ |
| —من بيانِ الأزهر الشريف عمّا يجري في فلسطين. |                                                                |   |

بدأت آثار الحصار المطبق الذي فرضته إسرائيل على القطاع في الظهور بسببِ توقّف محطة الكهرباء لعدّة ساعاتٍ في اليوم جراء نفاد الوقود وهو ما يُنذر بوقوعِ كارثة إنسانيّة دفعت المكتب الإعلامي الحكومي لإطلاقِ نداء استغاثة للمجتمع الدولي لإيقاف جريمة ضد الإنسانية والقتل الجماعي عبر هذا الحصار والإغلاق الكلي والشامل ومنع أبسط ضروريات الحياة من الدخول. بالإضافة للحصار الخانق فإنّ إسرائيل ارتكبت عددًا من المجازر في حقّ مجموعة من العائلات الفلسطينية، بل إنّ وزارة الصحة الفلسطينية قد اعترفَت أنّ نحو 60% من الإصابات جراء القصف على القطاع هم من الأطفال والنساء، وفي نفس السياق فقد نشرت الأمم المتحدة بيانًا رسميًا أكّدت فيهِ مقتل 11 موظفًا من الأونروا منذ بداية المعركة يوم 7 أكتوبر.

## اليوم السادس (12 أكتوبر)

### المجازر الإسرائيلية

#### مجزرة جباليا الثانية
استيقظَ الفلسطينيون في محافظة شمال غزة على وقعِ انفجاراتٍ عنيفةٍ تهزُّ مدينة جباليا، ففي نحو الخامسة والنصف صباحًا أغارت طائرات الاحتلال الإسرائيلي على شقة سكنية كاملة مأهولة بالسكّان ومن دون تحذير أسبق ولا إنذار ولا حتى صاروخ تحذيري، قبل أن تنتقل لأحياء سكنية أخرى وتدكّها أيضًا بما في ذلك حي الكرامة الذي تعرض للقصف أكثر من مرة في الأيام القليلة الماضية. كان من الواضحِ أن الغارة على الشقة السكنية في جباليا ستُخلّف الكثير من الضحايا حيث أظهرت الصور ومقاطع الفيديو الأولى من الموقع الذي تعرّض للقصف ضحايا بالعشرات وسحابات غبار منعت الرؤية الواضحة. تمكّنت سيارات الإسعاف من انتشال جثامين 15 فلسطينيًا في حصيلة أوليّة بدت مرشّحة للارتفاع أكثر فأكثر مع استمرار طواقم الإسعاف في انتشال عشرات الضحايا الآخرين والذين وقعوا ما بين قتيل وجريح. أعلنت وزارة الصحة داخل القطاع في حصيلة شبه نهائيّة ارتفاع عدد قتلى هذه المجزرى لـ 44 فلسطينييًا جميعهم من أسرة واحدة.
مجزرة مخيم الشاطئ الثانية
لم تكد تمرّ دقائق معدودة على مجزرة جباليا حتى عاودت الطائرات الإسرائيلية قصفها العنيف متسببة في مجزرة ثانية في هذا اليوم وهي الثانية في مخيم الشاطئ منذ بداية معركة طوفان الأقصى. كانت الغارات الإسرائيلية عنيفة للغاية كما وصفها صحفيون يُغطّون الأحداث في القطاع وكما أكّد من عاشَ تلك اللحظات في وقت لاحق، حيث أغارت المقاتلات الحربيّة على شقة سكنية تضمُّ عددًا من العوائل والأُسر ما تسبّب في سقوطِ 20 قتلى في حصيلة أولية مرشّحة للارتفاع.

#### مجزرة رفح
سويعاتٌ قليلةٌ بعد المجزرتين في جباليا ومخيم الشاطئ ثم قام سلاح الجو الإسرائيلي بارتكابِ مجزرة ثالثة في حقِّ الفلسطينيين حينما قصف منزلًا في رفح بُعيد العاشرة صباحًا ما تسبب في مقتلِ 10 فلسطينيين الغالبية العُظمى منهم من المدنيين وخاصة النساء والأطفال.

#### مجزرة دير البلح
أغارت المقاتلات الإسرائيلية على منزلٍَين مأهولٍَين في دير البلح وسط قطاع غزة. كانت الغارة قويّة جدًا وقد وثقتها عددٌ من وسائل الإعلام حيث تصاعدت أعمدة دخان كثيفة من موقع القصف، ثم سرعان ما هرعَ الدفاع المدني لإسعافِ المصابين واستخراج العالقين. القصف الإسرائيلي سوَّى المنزلَين بالكامل بالأرض كما دمّر جزئيًا المنازل القريبة وهو ما عقّد مهام الدفاع المدني الذي يُعاني أصلًا بسبب الحصار الإسرائيلي المطبق على القطاع والذي يفتقدُ للآليات الكبيرة والجرافات والكاسحات التي تُساعد في التعامل مع مخلّفات المنازل المحطّمة. نجمَ عن هذه المجزرة الإسرائيلية - وهي الرابعة هذا اليوم - في مقتلِ 20 فلسطينيًا معظمهم نساء وأطفال وجُرحِ عشرات آخرين بينهم ذوي جروج صعبة.

### الرد الفلسطيني
ردّت الفصائل الفلسطينية على هذه المجزرة عبر إطلاق عشرات الصواريخ نحو مجموعة من المستوطنات، وسقطَ صاروخٌ على مقربةٍ من مستوطنة أرئيل شمال الضفة الغربية، فيما سقطت صواريخ أخرى في مناطق شرق الخضيرة وفي مستوطنة كفار يونا لكنها لم تُوقع قتلى. استمرَّت إسرائيل في إجلاء عشرات آلاف الإسرائيلين من نحو 24 بلدة في غلاف غزة وحشد قواتها ومع ذلك فقد أعلنَ الجيش الإسرائيلي أنه لم يتم بعدُ اتخاذ قرارٍ بشأن أي توغل بري لكنة مستعدٌ له. ذكرَ الناطق باسمِ الجيش الإسرائيلي أن الأخير استهدفَ مقرات لوحدة قوات النخبة التابعة لحماس في كل أنحاء القطاع، لكن حركة المقاومة الفلسطينية نفت هذه المزاعم قائلة إن المقاومة التي وصفتها بالباسلة تُواصل تصديها لحرب الإبادة الصهيونية باقتدار.
واصلت كتائب القسام دكّ المستوطنات الإسرائيلية بالصواريخ بعد المجازر الصباحيّة داخل القطاع، حيثُ أرسلت دفعة صاروخية بالعشرات نحو عسقلان ورغمَ اعتراض القبة الحديدية لأغلبِ الصواريخ فقد مرَّت 7 منها والتي تسببت في إصابة 4 إسرائيليين اثنان منهم بحالة خطيرة، كما استهدفَ نفس الفصيل مستوطنة ناحال عوز بمجموعة من الصواريخ وقذائف الهاون دون حديثٍ عن وقوع قتلى.

### الدعم الغربي لإسرائيل
كثفت الدول الأوروبية بالإضافةِ للولايات المتحدة دعمها الصريح والمباشِر لإسرائيل خلال اليوم السادس من المعركة، بل إنّ وزارة الدفاع الألمانية وافقت على طلبٍ إسرائيلي باستخدام اثنتين من طائراتها المسيرة في القتال ضد حماس ما مثَّل أول مساعدة أوروبية عسكرية لتل أبيب، في الوقت الذي أوقفت برلين كلّ المساعدات التنموية للفلسطينيين في «انتظار استكمال المراجَعة» كما أعلنَ المستشار الألماني. استمرَّ الدعمُ الأمريكي كذلك فبعدَ إرسال طائرة محمّلة بالأسلحة، وصل وزير الخارجيّة أنتوني بلينكن لتل أبيب وعقدَ مؤتمرًا صحفيًا رفقة رئيس الوزراء نتنياهو وفيه أعاد التأكيد على الدعمِ العسكري الأمريكي الذي قدمته وستُواصل تقديمه واشنطن لإسرائيل، حيث قالَ إنّ الذخيرة اللازمة لمنظومة الباتريوت ستصلُ عمّا قريب رفقة ذخائر مختلفة مُضيفًا أنّ «الولايات المتحدة ستكون دائما موجودة إلى جانبِ إسرائيل». جيَّش وزير الخارجية الأمريكي هو الآخر على حماس التي وصفَ حربها ضدّ إسرائيل بـ «الحرب البربريّة» بل وصلَ حدّ تشبيه ما فعلته حركة المقاومة الفلسطينية بما فعله تنظيم الدولة الإسلامية (داعش). حاول بلينكن الضغطَ على عددٍ من الدول والأنظمة التي لم يُسمّها حينما قالَ إنّ عدم إدانة الإرهاب تُعرّض الناس في إسرائيل وفي كل مكان للخطر رابطًا بين ما أسماهُ «السلام» وبين إدانة حماس، واختتمَ كلمته بالتأكيد من جديدٍ على ما قالَ مسبقًا وهو أنّ ما تفعله إسرائيل هو «حقّها بالدفاع عن نفسها وضمان عدم تكرار ما حدث». خلال نفس اللقاء مع بلينكن ظهر نتنياهو متأثرًا كما بدى ومع ذلك فقد اعترفَ أن الأيام القادمة ستكون عصيبة شاكرًا أمريكا على الوقوفِ إلى جانبهم.
ردَّت حركة الجهاد الإسلامي على الدعمِ الغربي وعلى تصريحات بلينكن بالتحديد بالإدانة واصفةً إيّاها بالتصريحات الحاقدة وقالت إنّ وزير الخارجية الأمريكي يسعى لترهيب شعوب الأمة ويمنحُ إسرائيل غطاءً لارتكاب مجازر وجرائم حرب. ظهر العاروري نائب رئيس المكتب السياسي لحماس هو الآخر في مكالمة صوتية مطوّلة مع قناة الجزيرة وفيها أكّد أن معركة طوفان الأقصى مجرد جولة وانتقدَ الغرب في اتهامه للمقاومة بارتكابِ جرائم ضد الإنسانية متجاهلًا أن الحرب ضدّ الفلسطينيين قامت أصلًا على أساس استهداف المدنيين. شرحَ العاروري كيف أن هجوم القسام كان عملية مرتبة ومنضبطة وكيف أنّ التعليمات كانت بالهجوم على فرقة غزة العسكرية الإسرائيلية والتي انهارت سريعًا، كما اعترفَ بدخول المدنيين من غزة لداخل المستوطنات في الغلاف بعد الانهيار السريع للفُرق والكتائب الإسرائيلية حيثُ اشتبكوا هم الآخرين معَ المستوطنين فقُتل بعضهم وأُسر آخرين، نافيًا أن تكون المقاومة قد تعمَّدت استهداف النساء والأطفال.

### الاستهدافات الإسرائيلية
| معركتنا الحالية ابتدأت من حيث انتهت عملية سيف القدس التي وحَّدت الساحات الفلسطينية. لقد أكّدنا أن المعركة يجب أن يكون عنوانها الأقصى والقدس وأدخلنا فيها ملف الأسرى، كما كنا حريصين على إخفاء النوايا والتدريبات والتحركات قُبيل تنفيذ طوفان الأقصى حيثُ وضعنا خطة دقيقة لاستدعاء 3 آلاف مقاتل للمعركة و1500 لعمليات الدعم والإسناد [...] لقد آثرنا رغم التغول الصهيوني أن نُمرّر جزئيًا بعض المعارك بين العدو وفصائل المقاومة لكسبِ الوقت للتجهيز للمعركة. |
| —جانبٌ من كلمة مصوّرة لأبي عبيدة في اليوم السادس لعملية طوفان الأقصى. |

دمَّرت طائرات الاحتلال بعد الثالثة مساءً أجزاءً من أبراج المخابرات في قطاع غزة، ثم أغارت على منطقة أبراج المقوسي شمال غربي مدينة غزة. انتقلت بعدها للتعامل مع من قالت إنهم مسلّحين في سوريا حيث قصفت مطاري دمشق و‌حلب وهدَّد المتحدث باسم الجيش الإسرائيلي أن الأخير سيُدمّر المزيد من الأهداف في سوريا خلال الأيام المُقبلة. اعترفَ المتحدث باسم الجيش الإسرائيلي أنّ سلاح الجو أسقطَ 6 آلاف قنبلة تزنُ 4000 طن على أهداف تابعة لحماس في ظرفِ 6 أيام. وصلَ نتنياهو عشية اليوم للكنيست (البرلمان الإسرائيلي) حتى ألقى بيان إعلان الحرب على غزة، وفيه أعاد القول أن حماس نفذت جرائم في بيوتنا مشيرًا إلى أنّ «العالَم يفهمُ الآن لماذا يجب الإجهاز عليها»، مكررًا هو الآخر ما قاله بلينكن بأنه يجبُ عل كل الدول نبذ حركة حماس وفرض عقوبات على كل دولة تستضيفُ قادتها.
واصلت المقاتلات الحربية الإسرائيلية غاراتها الجويّة ليلًا بعد المجازر الأربعة التي ارتكبتها طوال اليوم والتي نجمَ عنها مقتلُ ما لا يقلُّ عن 80 فلسطينييًا أغلبهم من المدنيين بل إنّ أغلبهم - كما وثّقت ذلك وزارة الصحة والصحفيون المحليون والمستقلّون في القطاع - من النساء والأطفال. جدَّدت إسرائيل غاراتها الجويّة على على بيت لاهيا وأبراج الندى، ثمّ ارتكبت فظيعة جديدة حين دمَّرت منزلًا على رؤوس ساكنيه في حي الصفطاوي شمال مدينة غزة ما تسبب في مقتلِ 10 فلسطينيين على الأقل، فضلًا عن القصفِ المتأخّر على حيّ تل الهوى بمدينة غزة والذي قُتل فيه 4 فلسطينيون وجُرح فيه آخرون.

### عملية باب الساهرة
حصلَت قُبيل الثامنة مساءً (بالتوقيت الفلسطيني) عملية إطلاق نار عند باب الساهرة في القدس، ثم سُرعان ما فرضت قوات الاحتلال طوقًا أمنيًا. تبيّن أن العملية الفلسطينية استهدفت مركزًا لشرطة الاحتلال في القدس المحتلّة، حيث فتحَ الشابٌ خالد المحتسب النار على مقر للشرطة في الباب حيث تواجد عددٌ من ضباط الشرطة. نجمَ عن الهجوم إصابة شرطيين اثنين من شرطة إسرائيل فيما قُتل منفذ العمليّة. هبَّ الهلع في المدينة التي كانت فيها الأوضاع متوترة أساسًا، فاستدعت قواتُ الاحتلال المزيد من قواتها للتعاملِ مع الوضع الجديد حتى أنها فرضت طوقًا أمنيًا في كاملِ محيط البلدة القديمة بالقدس.

## اليوم السابع (13 أكتوبر)

### محاولة تهجير سكان شمال القطاع
حاولت القوات الإسرائيلية تهجير سكان القطاع من ناحية الشمال، حيث ألقت منشورات ورقيّة من طائراتها تطلب فيها من الفلسطينيين المغادرة صوبَ مناطق أخرى، كما أخطر الجيش الإسرائيلي الأمم المتحدة بضرورة انتقال سكان شمالي القطاع إلى جنوبه خلال 24 ساعة فقط. ردَّ المكتب الإعلامي الحكومي بغزة بالتأكيدِ على أنّ تحذير الشعب الفلسطيني للانتقال هي «دعاية زائفة» طالبًا من المواطنين عدم الانسياق وراءها، كما ردَّت منظمة أطباء بلا حدود الدوليّة عبر بيانٍ وصفَت فيه أوامر إسرائيل بالمدانة والشائنة، مؤكّدة أن غزة سُويت بالأرض والآلاف يُقتلون ومطالبًة بالتوقف الفوري للمحاولات الإسرائيلية.
استعرّت الغارات الإسرائيلية معَ انتصاف النهار حيث بدأ جيش الاحتلال في تكثيف الغارات على المناطق الشمالية للقطاع وعلى مدينة غزة لإجبار المدنيين هناك على النزوح لمناطق أخرى في الجنوب، وأظهرت مقاطع فيديو مصوّرة من عينِ المكان استهداف الطائرات الإسرائيلية للمنازل والشقق السكنيّة بالخصوص وهو ما تسبب في وقوعِ عددٍ من الضحايا. ردَّت كتائب القسام على محاولات التهجير عبر استهدافِ مقر قيادة المنطقة الشمالية في مدينة صفد المحتلّة بصاروخ عياش 250 كما وردَ في بيانها، ورغمَ إعلان الجيش الإسرائيلي اعتراض الصاروخ الذي انطلقَ من قطاع غزة بنجاح، إلا أن صورًا ومقاطع فيديو أظهرت آثار سقوط أجزاء من الصاروخ على مناطق شمال إسرائيل. أكّدت يديعوت أحرونوت أنّ هذا الصاروخ هو الأطول مدى الذي يُطلق من القطاع منذ بداية عملية طوفان الأقصى. بثَّ القسام لاحقًا مقطع فيديو للحظة إطلاق صاروخ عياش 250 صوب مقر القيادة الشمالية للجيش في صفد.

### جمعة طوفان الأقصى
نُظّمت وقفاتٌ احتجاجيّة ضخمة في العاصمة العراقية بغداد عقبَ صلاة الجمعة نُصرةً للقضية الفلسطينية ودعمًا لقطاع غزة فيما يُواجهه من قصفٍ إسرائيلي عنيف وحصار شامل وتحريض من الدول الغربية، كما خرجت مظاهرات شبيهة في مدن أخرى بما في ذلك العاصمة الإيرانية طهران وفي بعض المدن في باكستان فضلًا عن الأردن التي تجمعها حدودٌ بالضفة الغربية. حاولَ متظاهرون في عمّان الوصول للحدود مع فلسطين لكنّ الأمن الأردني منعهم من ذلك، وأظهرت لقطات فيديو مصوّرة استعمال الجيش الأردني لقنابل الغاز المسيلة للدموع لمنعِ العشرات من الاستمرار في الزحفِ صوب الحدود.

### المواجهات في الضفة الغربية
منعت قوات الاحتلال وباستعمالِ القوة أعدادًا من الفلسطينيين من التوجه إلى المسجد الأقصى لأداء صلاة الجمعة في عددٍ من الطرقات المحيطة بالأقصى وحاولت دفعهم بعيدًا. سُرعان ما تطوّرت الأمور وتحوّلت المحاولات الإسرائيلية التي شهدت استعمالًا مكثفًا للقنابل الصوتية والغاز المسييل للدموع بل والرصاص الحيّ لاشتباكاتٍ حقيقيّة. قتلت القواتُ الإسرائيلية في طولكرم الواقعة شمالًا فلسطينيين اثنين، ثم قتلت الثالث في بلدة طمون كما اغتالت شبان آخرين في مناطق ثانيّة بما في ذلك رام الله. وصلَ عدد من قتلتهم إسرائيل في الضفة الغربية خلال هذا اليوم وحده إلى 16 فلسطينيًا وأكثر من 100 جريح.

### الاستهداف الإسرائيلي للصحافة
فجَّر مسلحون عبوة ناسفة في الجدار الفاصل بين لبنان وإسرائيل وأحدثوا ثقبًا صغيرًا هناك. بدأَ الجيش الإسرائيلي في تسيير عمليات تمشيط في القطاع الغربي من الحدود للتحقيقِ في احتماليّة تسلل أحدهم من لبنان، في الوقت الذي حلَّقت فيه المقاتلات الإسرائيلية فوق القطاع الغربي بالمحاذاة مع لبنان. خلال هذا الوقت كانت وسائل الإعلام الفلسطينية واللبنانية والعربية وحتى الدولية تُغطّي بالدقيقة ما يجري بين إسرائيل ولبنان، وفي نحو السادسة والنصف مساءً تعرض عددٌ من الصحفيين المتمركزين في علما الشعب جنوب لبنان والذين كانوا يتردون بدلة الصحافة للقصف. تبيّن مع مرور الدقائق أنّ الأمر يتعلق بغارة جوية إسرائيلية استهدفت سيارة كانت تضمُّ عددًا من الصحفيين، ما تسبب في مقتل المصور الصحفي اللبناني عصام عبد الله العامل في وكالة رويترز للأنباء وأُصيبت مراسلة الجزيرة كارمن جوخدار والمصوّر إيلي براخيا.
خلَّف مقتل المصور الصحفي اللبناني ردود فعل في الساحة السياسية، حيث خرجَ رئيس الحكومة اللبنانية ببيانٍ رسمي قالَ فيه إنّ «استهداف العدو الإسرائيلي الصحافيين في عدوانه على لبنان وصمة عارٍ تُضاف إلى سجله»، واعتبرت نقابة الصحفيين اللبنانيين هذا الاعتداء الإسرائيلي على الصحفيين في جنوب لبنان بالجريمة التي ترقى إلى مصاف جرائم الحرب، كما أدان حزب الله ما حصل واصفًا إيّاه بـ «العدوان الإجرامي». ذكر الناطق باسمِ البيت الأبيض أنّ الأخير اطَّلع على التقارير التي تُفيد بمقتل صحفي من رويترز وإصابة آخرين واصفًا العمل الذي يقوم به الصحفيون بالعملِ المحفوف بالمخاطر دون أن يُدين بشكل مباشر ولا غير مباشر هذا الاستهداف. أدانت شبكة الجزيرة الاعتداء الإسرائيلي الذي استهدفَ طاقمها ووسائل إعلام دولية، وعزَّت أسرة الصحفي اللبناني المغدور.

### مجزرة غزة
ارتكبَ سلاح الجوّ الإسرائيلي مجزرة جديدة في اليوم السابع من معركة طوفان الأقصى حين قصف مجموعة من السيارات والشاحنات التي كانت تنقلُ عشرات المدنيين الفلسطينيين الذين أجبرتهم إسرائيل على مغادرة شمال مدينة غزة. تسببت هذه المجزرة في مقتل ما لا يقلُّ عن 70 فلسطينيًا، معظمهم من النساء والأطفال بالإضافة لعشرات الجرحى، وجاء هذا القصف تزامنًا مع التوجيهات الإسرائيلية بإخلاء شمال القطاع.

## اليوم الثامن (14 أكتوبر)

### استمرار محاولات التهجير
استمرّت إسرائيل في محاولاتها لتهجير سكان المنطقة الشمالية من قطاع غزة، فبعد القصف الشديد والعنيف على تلك المناطق طوال اليوم الماضي (14 أكتوبر) وارتكابِ مجزرة غزة في حقّ النازحين والتي سقطَ فيها ما لا يقلُّ عن 70 فلسطينيًا فضلًا عن مجازر أخرى في حقّ عددٍ من العائلات الفلسطينية، انتقلَ الإسرائيليون لتهديدِ المشافي العاملة في الشمال والتي تُسعف مئات إن لم يكن آلاف الجرحى. طلبت إسرائيل من مدير مستشفى كمال عدوان الذي يُعتبر أحد أكبر المستشفيات شمال القطاع إخلاءه بالكامل دون أن تشرح السبب وهو ما يتنافى مع القوانين الإنسانيّة أساسًا. خرجَ مدير مستشفى كمال عدوان في تصريحاتٍ للصحافة حيث أطلعهم على الطلب الإسرائيلي وأكّد على أنّ هذا الأمر بإخلاء المستشفى هو جنون بل هو حكمٌ بإعدام عشرات المرضى كما وصف.أساسًا.

### تعثر المساعدات الإنسانية
فرضت إسرائيل على قطاع غزة حصارًا مطبقًا منذُ عام 2006 حيث منعت القطاع من الحصول على عشرات المواد التي تُعتبر ضروريّة في البناء وفي الزراعة والفلاحة وقطاعات أخرى ثم فرضت يوم 10 أكتوبر 2023 حصارًا شاملًا فقطعت الماء والكهرباء والوقود وحتى الإنترنت تاركةً القطاع يعتمدُ على موارده القليلة جدًا وغير الكافيَة خاصة مع الكثافة السكانية الكبيرة. وضعت مصر خلال هذا اليوم جدران إسمنتية أمام البوابة المصرية في معبر رفح وذلك في ظل حديثٍ عن التوصل لاتفاق يسمحُ للأجانب بمغادرة غزة واشترطت القاهرة تسهيل عبور المساعدات بخروج الأجانب ومزدوجي الجنسية.

### استمرار المجازر الإسرائيلية

#### مجزرة دير البلح الثانية
واصلَ سلاح الجو الإسرائيلي ارتكابَ المجازر الواحدة تلو الأخرى بسببِ السياسة الإسرائيلية في فرضِ ما تُسمّيه «الحزام الناري» وبسبب القصفِ المتواصل للمنازل والشُقق السكنيّة. بُعيد انتصاف النهار (بالتوقيت الفلسطيني) أغارت طائرات الاحتلال على عددٍ من المنازل في مدينة دير البلح. كانت الغارة قويّة جدًا وسقطت عددٌ من الصواريخ على المربّع السكني الذي انهار بالكامل على من فيه من السكّان. وصلت سيارات الإسعاف للمكان الذي تعرّض للقصف ونقلت عشرات الجثث المرميّة في الشوارع كما حاولت استخراج جثث أخرى من تحتِ الأنقاض رغمَ النقص الحاد والواضح في الآليات والمعدات وخاصّة الكبيرة منها.
حاولت حركة حماس عبر ذراعها العسكري كتائب القسام مباغتة إسرائيل على الأرض، فعبر عددٌ من مقاتليها السياج الفاصل شرق خانيونس حيث هاجموا الجيش الإسرائيلي هناك ودمرو 3 آليات عسكرية. وثقَ مراسلو يديعوت أحرونوت جزءًا من الاشتباكات التي حصلت والتي جرى فيها تبادلٌ كثيف لإطلاق النار فضلًا عن الصواريخ المضادة للدبابات التي أطلقها مقاتلو القسام على الآليات العسكرية قبل أن تتمكّن إسرائيل من قتلهم.

#### مجزرة جباليا الثالثة
ركّزت إسرائيل غاراتها على جباليا التي شهدت في اليوم الثامن من المعركة ثالث مجزرة في حقِّ سكان المدينة عدى عن عشرات الغارات الأخرى التي قتلت الكثير من الفلسطينيين هناك. تسببت الغارة الإسرائيلية بحسبِ وزارة الصحة في مقتل ما لا يقلُّ عن 27 فلسطينيًا وجرح عشرات آخرين. أعلنت كتائب القسام خلال هذا اليوم مقتل 9 أسرى لديها بينهم 4 أجانب جراء القصف الإسرائيلي المكثف على قطاع غزة والذي طالَ أماكن وجودهم أيضًا.هناك.

## اليوم التاسع (15 أكتوبر)

### الغارات المكثفة
أغارت الطائرات الحربية الإسرائيلية على دير البلح وسط قطاع غزة في نحو السادسة صباحًا، كما استهدفت عبر عددٍ من الصواريخ محيط مستشفى شهداء الأقصى وسط القطاع كذلك وهو ما تسبب في سقوطِ عددٍ من الضحايا. لم تكتفِ المقاتلات الإسرائيلية بهذه الاستهدافات بل واصلت غاراتها الجويّة المكثفة مستهدفةً مركزا الشرطة في جباليا وآخر في بيت لاهيا ما تسبب في تدميرهما بالكامل. سقطَ خلال الغارة الأولى على رفح 15 فلسطينيًا وذلك بعد الاستهداف الإسرائيلي المتعمِّد لمنزلين سكنيين دون تحذيرهما، كما قُتل في غارة جوية أخرى طالت منزلًا في حي تل الهوى ما لا يقلُّ عن 15 فلسطينيًا أكثر من نصفهم من الأطفال والنساء. نشرت وزارة الصحة بيانًا تحديثيًا قالت فيه إنّ «عدد الشهداء نتيجة العدوان الإسرائيلي خلال 8 أيام تجاوزَ عدد شهداء حرب 2014 خلال 51 يومًا» موضّحة أن إسرائيل تشنُّ تطهيرًا عرقيًا في حقّ الشعب الفلسطيني.
هدأت الغارات الجوية العنيفة لبعض الساعات خلال هذا اليوم التاسع من عملية طوفان الأقصى، ثم سرعان ما عادت لتشتعل عبر الاستهدافِ الكثيف لمناطق الشمال وبخاصّة جباليا في محاولة إسرائيلية كما بدى لإجبار سكان المنطقة على النزوح لمناطق ثانيّة في الجنوب رغم أن الجنوب نفسه تعرض لغارات جويّة مكثفة طوال الأيام السابقة. واصلت إسرائيل ارتكاب المجازر في حقّ الأسر والعوائل الفلسطينية بعدما قتلت غارتها على منزل عائلة دردونة في جباليا 9 فلسطينيين وجرحت أكثر من 20 آخرين.الفلسطيني. ردّت الفصائل الفلسطينية عبر رشقات صاروخية جديدة استهدفت بها المستوطنات في الغلاف وذلك في نحو الثانية زوالًا ثم كرّرت الأمر أكثر من مرة طوال الساعات اللاحقة دون وقوع قتلى بعدما أخلت إسرائيل أغلب سكان مستوطنات الغلاف ورحَّلتهم لمستوطنات أخرى في الوسط وحول تل أبيب.
عادت حربُ التصريحات مجددًا حينما اعترفَ وزير الدفاع غالانت خلال تفقده القوات الإسرائيلية بغلاف غزة بأنّ الحرب ستكون فتاكة وستُغيّر الوضع بشكل قاطع وإلى الأبد، ثم ما هي إلّا ساعاتٌ حتى ظهر الناطق باسم سرايا القدس أبو حمزة في كلمة مصوّرة قالَ فيها إنّ فصائل المقاومة هزمت إسرائيل في عقر كيانها فما ظنها بما سيحصل لها داخل القطاع. خرجَ رئيس السّلطة الفلسطينية محمود عباس في وقتٍ متأخرٍ من هذا اليوم ليقول عبر وكالة الأنباء الفلسطينية (وفا) خلال اتصالٍ مع الرئيس الفنزويلي أنّ «سياسات وأفعال حماس لا تمثل الشعب الفلسطيني» وهو التصريح الذي أثار الكثير من الجدل ما اضطرّ وكالة الأنباء الرسمية لتصحيحه والقول بأنّ عباس قصد أن منظمة التحرير الفلسطينية هي ممثل الشعب. عبّر عباس كذلك عن رفضه لقتلِ المدنيين من الجانبين وذلك بعد الضغط الأمريكي ممثلًا في وزير الخارجيّة الذي لمّح إلى أن على كل المسؤولين إدانة ما فعلته حماس، كما دعى الرئيس الفلسطيني الذي لا يُؤمن بالمقاومة المسلّحة لإطلاق سراح المدنيين والأسرى والمعتقلين من الجانبين كذلك علمًا أنّ إسرائيل تحتفظُ بآلاف المعتقلين الفلسطينيين في سجونها من غزة والضفة الغربية منذ سنين ومنهم من حُكم عليه بالمؤبّد.

### المناوشات في جنوب لبنان
تواصلت المناوشات بين حزب وإسرائيل خاصة بعد توعّد الحزب اللبناني بالردِ على القصف الإسرائيلي الذي طال مواقعه في وقت سابق وهو ما كان حيثُ أطلقَ عناصر من حزب الله قذيفة مضادة للدروع أصابوا من خلالها دبابة من طراز ميركافا تابعة للجيش الإسرائيلي إصابة مباشرة ما تسبب في مقتل جندي إسرائيلي وإصابة آخرين كما أعلنت إسرائيل لاحقًا، والتي ردت من خلال قصف عددٍ من الأحياء في بلدتي عيتا الشعب وراميا بعدد من القذائف، ثم تطور الأمر حين استعملَ الجيش الإسرائيلي القنابل الفسفورية المحرّمة دوليًا في قصفِ مواقع قال إنها تابعة للحزب في جنوب لبنان.

## اليوم العاشر (16 أكتوبر)

### اقتحامات الضفة
أقدم الاحتلال الإسرائيلي بُعيد الرابعة صباحًا من اليوم العاشر لعملية طوفان الأقصى على اقتحام عددٍ من المدن والبلدات في الضفة الغربية وعلى رأسها نابلس و‌بيت لحم و‌الخليل و‌مخيم عقبة جبر في أريحا حيث اعتقلَ العشرات من الفلسطينيين واغتالَ أحدهم في مخيّم عقبة جبر برصاصة في الصدر. تصاعدَ الغضب الفلسطيني من الاقتحامات الإسرائيليّة ومما تفعله في قطاع غزة المحاصَر، فتحوّلت هذه الاقتحامات لاشتباكاتٍ مسلّحة خفيفة، وخاصة على مقربةٍ من حاجز سالم العسكري في جنين التي قُتل فيها شاب فلسطيني آخر برصاص جيش الاحتلال.

### الغارات الجوية
استمرَّت الغارات الجوية الإسرائيلية بشكل مكثف على كامل القطاع، حيث استقبلَ مستشفى ناصر بمدينة عشرات الجرح بعد سلسلة غارات إسرائيليّة طالت منازل السكّان مناطق مختلفة ومتفرقة من كامل خانيونس. أحصى المشفى مقتل 17 فلسطينيًا على الأقل في الغارة الجوية على منزلٍ في خانيونس صباح اليوم فضلًا عن الكثير من الجرحى والعالقين. جاء رد الفصائل من خلال رشقة صاروخية طالت القدس وتل أبيب دون وقوع إصابات أو جرحى، كما قصفت الفصائل مستوطنتي كفار عزة وكيسوفيم بغلاف غزة بقذائف الهاون. خلال انعقاد جلسة الكنيست في الرابعة مساءً في القدس سمُعت صفارات الإنذار وهي تدوي فهرعَ النواب رفقة الرئيس ورئيس الوزراء للملاجئ.

### الدعم الغربي
لم ينقطع الدعم الغربي لإسرائيل منذ عدّة أيام مقابل استمرار التجييش على فصائل المقاومة وبخاصّة حماس، حيث أعلنَ وزير القوات المسلحة البريطاني أنّ حكومة بلاده تتفق مع بايدن على ما وصفها بـ «ضرورة القضاء التام على حماس» مشيرًا إلى أنّ إسرائيل تعد نفسها لهذا وأنّ عملية التدمير ستعتمدُ على أفضل معلومات الاستخبارات. خرجَ رئيس الوزراء البريطاني ريشي سوناك في تصريحاتٍ رسميّة قال فيها إنّه «يجبُ أن نطلق على الهجمات اسمها الحقيقي فلقد كانت مذبحة» متجاهلًا الاحتلال الإسرائيلي وما ارتكبه من مجازر ومذابح منذ عشرات السنين. زعمَ سوناك أنّ ما سمَّاها «فظائع حماس» هي بمثابة ضربة وجودية لفكرة إسرائيل كوطن آمن للشعب اليهودي. عاد في هذا اليوم بلينكن مجددًا إلى إسرائيل بعد جولة مباحثاتٍ في دول عربية للتعبير مجددًا عن الدعمِ الأمريكي المطلق واللا محدود لإسرائيل، ثمّ سرعان ما انضمَّت فرنسا لقائمة الدول الغربية التي قدَّمت كل دعمها لتل أبيب هذا اليوم حينما تحدثت وزيرة الخارجية الفرنسية كاثرين كولونا عن أنّ هذه الفترة هي الفترة التي يجبُ أن يسود فيها صوت الحكمة والمسؤولية، ثم عادت وقالت في نفس البيان أنّ حماس ارتكبت ما وصفتها بـ «الجرائم ضد الإنسانية» وحمَّلتها المسؤوليّة عما يحدث الآن لسكان غزة دون أن تُسمّي ما يحدث بشكل مباشر.
ظهر نتنياهو عشية هذا اليوم في الكنيست وقال إنّ إسرائيل لديها دولة قوية وجيش قوي وشعب قوي وسوف تنتصر في الحرب، ومثله فعل زعيم المعارضة الذي أكّد مجددًا على ضرورة القضاء الكامل على حماس وإعادة المخطوفين مهما استغرق ذلك من وقت. ردَّت حماس على كل الدعم الغربي لإسرائيل ضدها وعلى التصريحات الإسرائيليّة على لسان حازم قاسم الناطق باسمِ الحركة والذي قالَ إن نتنياهو ومن خلفه النظام الإسرائيلي يُريد تصفية القضية الفلسطينية والقضاء على تطلعات الشعب، لافتًا إلى أنه لا يُمكن لأي محتل أن ينهي وجود الشعب الفلسطيني. ردّت حركة الجهاد هي الأخرى على كلّ هذه التحركات الغربية وقالت على لسان الناطق الرسمي باسمها إنّ إسرائيل تستدعي خطاب الضحية لسحق قطاع غزة وهي تُخطّط لذلك منذ أمد بعيد، مؤكّدًا هو الآخر أن هذه الحرب لا تستهدفُ طرفًا فلسطينيًا محددًا أو فصيلًا معينًا بل تستهدفُ الوجود الفلسطيني ككل.
أطلَّ أبو عبيدة في مقطع فيديو مصور في تمام العاشرة مساءً وتحدثت فيه عن عددٍ من القضايا، منها نيّة إسرائيل الغزو البري للقطاع قائلًا إن دخولها وتوغّلها للداخل هو بمثابة فرصة جديدة للمحاسبة وبقسوة على ما ارتكتبه، مضيفًا أن إسرائيل لم تكن تتوقع أن قوة عربية محاصَرة في غزة سدَّدت لها الضربة الأقسى في تاريخها. أكد أبو عبيدة خلال كلمته أنّ 22 أسيرًا قُتلوا جراء الغارات الإسرائيلية، وأن لدى القسام نحو 200 أسير بينما هناك بقية موزعون لدى الفصائل الأخرى. تطرق أبو عبيدة كذلك لموضوعِ الأسرى الفلسطينيين وأهاليهم شارحًا كيف أنّ القيادة في غزة مصرّة على إدخال الفرحة لكل عائلة أسير من خلال صفقة تبادل.

### الوضع الصعب
أعلنت وكالة الأونروا في هذا اليوم أنّ مراكزها في جنوب غزة استقبلت نحو 400 ألف نازح مع تقديراتٍ تُشير إلى وجود أكثر من مليون نازح، كما ذكرت أنّ سكان القطاع يشربون مياهًا ملوثة محذرة من خطورة ذلك وموضّحة كيف أنّ احتياجات النازحين تفوق طاقة الوكالة. من جهتها حذرت وزارة الداخلية من كارثة إنسانية وبيئية بسبب وجود جثامين أكثر من 1000 فلسطيني تحت أنقاض المنازل المدمَّرة على رؤوس أهاليها. انتقدت الوزارة كذلك المجتمع الدولي الذي لم يفعل شيء رغم أنّ الاحتلال قطع كل شيء على غزة بل لم يسمح بضخِّ أي لترٍ من مياه الشرب.

### إشكاليّة معبر رفح
نصحت السفارة الأمريكية في إسرائيل مواطنيها بالاقترابِ من معبر رفح وقالت إنه من المتوقع فتحه اليوم لفترة محدودة، فيما نقلت وكالة رويترز للأنباء عن مصدرين مصريين أمنيين قولهم إنّ اتفاقًا مصريًا إسرائيليًا أمريكيًا على وقف مؤقت لإطلاق النار في غزة سيبدأ من الساعة التاسعة، لكنّ الإعلام الحكومي بغزة نفى هذه الأخبار مؤكًدا على أنه لم يتلقَ اتصالات أو تأكيدات من الجهات المعنية. نفى مكتب نتنياهو هو الآخر الأخبار التي تحدثت عن الاتفاق أو الهدنة ولا حتى إدخال مساعدات إنسانية إلى غزة مُقابل إخراج الأجانب.

## اليوم الحادي عشر (17 أكتوبر)

### مجزرة المستشفى الأهلي المعمداني
مساء يوم 17 أكتوبر 2023، ارتكبت قوات الاحتلال الإسرائيلي مجزرة دامية بقطاع غزة عبر قصف ساحة مستشفى الأهلي المعمداني والتي استشهد على إثرها أكثر من 500 ضحية، معظمهم من النساء والأطفال.

## اليوم الثاني عشر (18 أكتوبر)

### قصف مكثف للمحافظة الوسطى
قام جيش الاحتلال الإسرائيلي بتكثيف غاراته على أكثر من منطقة في غزة وخاصة الجهة الوسطى، ويستهدف القصف الإسرائيلي المكثف المنطقة الواصلة بين مخيم البريج للاجئين وحي الشجاعية أو ما يعرف بجحر الديك.
يأتي ذلك، توازيًا مع قصف إسرائيلي متواصل يطال كل قطاع غزة من شماله إلى جنوبه بشكلٍ مستمر. حيث يوجد توتر متصاعد في المنطقة الحدودية الشرقية للمحافظة الوسطى تحديدًا شمال مخيم البريج للاجئين، التي تعرضت لقصف مدفعي خلال الأيام الماضية.
وعاودت المدفعية الإسرائيلية قصف هذه المنطقة مساءً بعشرات القذائف، باستهداف واضح.
وتعرضت منطقة حي الزيتون جنوب شرق غزة مساء اليوم لغارات عنيفة، بالإضافة إلى سلسلة غارات طالت حي تل الهوى الموازي لهذا الشريط. وامتد رسم خارطة النار إلى مناطق الجنوب، وتحديدًا المنطقة الجنوبية الشرقية المؤدية من معبر كرم أبو سالم الذي تسيطر عليه سلطات الاحتلال باتجاه معبر رفح غير البعيدة عن دبابات الاحتلال وتعد منطقة مواجهة منذ أيام.
واستشهد 10 فلسطينيين بينهم نساء وأطفال بقصف إسرائيلي على منزل شرق خان يونس.
واستشهد 37 فلسطينيا في غارات على مناطق القصاصيب وحليمة السعدية بجباليا شمالي القطاع.

### الدعم الغربي
جدد الرئيس الأميركي جو بايدن في ختام زيارته القصيرة إلى تل أبيب دعم بلاده لإسرائيل، وسط استمرار التوتر في الضفة الغربية والمناطق الحدودية مع لبنان. كما وافقت إسرائيل هذا اليوم على السماح بإدخال المساعدات إلى غزة من مصر تلبية لطلب الرئيس الأميركي، كما أعلن.
وبينما تحدثت وسائل إعلام محلية عن أن الجيش يجري استعداداته لعملية برية، تتواصل المظاهرات المنددة بالحرب الإسرائيلية على قطاع غزة.

## اليوم الثالث عشر (19 أكتوبر)

### اجتياح طولكرم
لم يتوقف التضييق على مدن وبلدات الضفة الغربية منذُ بداية عملية طوفان الأقصى، حيث واصلت إسرائيل سياستها في اقتحامِ المخيّمات واعتقال عشرات الفلسطينيين. حاولت في ساعات مبكّرة اقتحام مدينتي رام الله و‌البيرة ونجحت في ذلك نسبيًا بعدما اعتقلت عناصر بحركة حماس عقبَ حملة مداهمات واسعة لكنها واجهت مقاومة متصاعِدة من الفلسطينيين في المدينتين. قتلت القوات المحتلَّة خلال هذه الحملة فلسطيني واحد في قرية بدرس غربي رام الله وأصابت آخرين، كما قتلت عددًا من الشباب الفلسطينيين في مخيم نور شمس شرقي طولكرم وهو المخيّم الذي واجهت فيه مقاومة مسلَّحة من طرف كتيبة طولكرم التي خاضت اشتباكاتٍ ضارية مع جنود الاحتلال ومنعتهم من الاستمرار في التوغّل لداخل المخيم. دفعت القواتُ الإسرائيليّة بمزيدٍ من التعزيزات عسكرية نحو المخيم بعد الفشل في دخوله حيث فرضت هذه المرة طوقًا عسكريًا وحاصرت المخيم من كل جوانبه تقريبًا. تصاعدت حدّة الاشتباكات بين المقاومين داخل المخيم وبين جيش الاحتلال الذي فجّر بعد ساعات من المحاولات مُسيَّرة انتحارية في شباب المقاومة ما تسبب في مقتل 12 فلسطينيًا بينهم مدنيين كانوا في عينِ المكان.
نجحت كتيبة طولكرم المشكّلة من مقاومين في سرايا القدس من تفجيرِ عبوات ناسفة في جرافات وآليات للاحتلال على محور المنشية وقالت في بيانٍ رسمي إنها حققت إصابات مباشرة، قبل أن تُعلن الكتيبة أنها نفذت كمينًا لقوة راجلة للجيش الإسرائيلي وأسقطت أفرادها ما بين قتلى وجرحى. أعلنت كتائب القسام الناشطة في طولكرم هي الأخرى عن تفجير مقاتليها لعبواتٍ في آليات الاحتلال لمنعها من الاستمرار في دخول المخيم. اعترفَ الجيش الإسرائيلي بإصابة 10 من عناصر حرس الحدود بينها إصابات خطيرة وذلك خلال الاشتباكات في المخيّم الفلسطيني، قبل أن تُعلن إذاعة الجيش الإسرائيلي عن مقتل جندي من وحدة المستعربين (دوفدوفان).

### مناوشات المنارة وكريات شمونة
شهدت ساعات الصباح الأولى من هذا اليوم مناوشات ما بين قولت حزب الله والجيش الإسرائيلي، وذلك بعدما أطلق الأول صاروخين مضادين للدروع من باتجاه موقع المنارة العسكري، ثم رد الثاني عبر قصفٍ مدفعي طالَ مناطق في جنوب لبنان وخاصة بلدة علما الشعب تزامنًا مع تحليق كثيف لطائرات الاستطلاع الإسرائيلية في المنطقة. حصل تطورٌ ملحوظٌ في هذه المناوشات حينما سُمعت بعد الخامسة والنصف مساءً دوي انفجارات في مستوطنة كريات شمونة شمالي إسرائيل ليُعلن فصيل كتائب القسّام عن قصفه المستوطنة من جنوب لبنان بـ 30 صاروخًا. أُصيب خلال هذه العملية النوعية مستوطنان بجروح متفاوتة الخطورة، وردَّ الجيش الإسرائيلي بقصف محيط عددٍ من البلدات لعلَّ أبرزها العديسة، حولا و‌مركبا. أمام هذا التطور اللافت فيما يجري في الجبهة اللبنانية الإسرائيليّة، نصحت السفارة الأمريكية في لبنان رعاياها بالتخطيطِ للمغادرة بأسرع ما يمكن في وقتٍ لا تزالُ فيه الرحلات الجوية التجارية متاحة.

### الهجمات

#### الهجمات الإسرائيلية
استمرَّت الغارات الجوية الإسرائيليّة على قطاع غزة دون توقف، كما استمرَّت سياسة إسرائيل في استهداف مناطق الشمال بشكل واسع وعشوائي لدفعِ من تبقّى من المدنيين للنزوح داخيًا نحو الجنوب. تركّزت الغارات وعلى طول ساعات الصباح على مخيم جباليا، بيت لاهيا، بيت حانون وتل الزعتر ما تسبّب قي سقوطِ عشرات الضحايا أغلبهم من المدنيين الذي تعرضت منازلهم وشققهم السكنية للغارات الجوية الكثيفة. لم يكن حال الجنوب – الذي دعت إسرائيل سكّان القطاع للنزوح إليه – أفضل فقد تعرّض هو الآخر لعددٍ من الغارات وإن كانت أقلُّ حدة لكنها تسببت هي الأخرى في سقوطِ عشرات الضحايا وخاصة في القصفِ على على منزلٍ وسط خانيونس والذي قَتلت فيه إسرائيل 11 فلسطينيًا أغلبهم مدنيين أيضًا عدا الجرحى الذي تمايزت جروحهم ما بين متوسّطة إلى خطيرة.
بعد مجزرة مستشفى المعمداني، أغارت الطائرات الحربية الإسرائيلية هذه المرة على مبني تابع لكنيسة الروم الآرثودوكس وسط مدينة غزة وذلك بعد العاشرة مساءً. تسبّبت الغارة الإسرائيلية في انهيارِ المبنى التابع للكنيسة ما أدى لمقتلِ فلسطينيين اثنينِ من النازحين والذين كانوا يحتمون هناك. استنكرت بطريركية الروم الأرثوذكس في القدس وبأقوى العبارات القصف الإسرائيلي الذي طال كنيستها، فيما وصفت حركةُ حماس هذا القصف بـ «الإجرام المتجدد ضد الأديان والمدنيين العزل» مطالبةً المجتمع الدولي بإدانة قويّة لا الصمت.

#### الهجمات الفلسطينية
قصفت كتائب القسام بعد الرابعة مساءً قاعدة رعيم العسكرية وموقع إسناد صوفا بالصواريخ وقذائف الهاون، كما أطلقت رشقة صاروخية صوبَ بئر السبع ومناطق أخرى في النقب بعد استمرار الغارات الجوية العنيفة على القطاع. قصفت سرايا القدس هي الأخرى عددًا من المستوطنات الإسرائيلية وخاصة تلك القريبة من القطاع (عسقلان وسديروت وزيكيم وناحل عوز) بدفعات صاروخية ثم استمرَّت الحرب بين الفصائل التي تعتمدُ على الصواريخ وبين إسرائيل التي تعتمدُ على المقاتلات الحربية في الجو والتي استمرَّت في شنّ الغارات المكثفة على المنازل في كل مكانٍ داخل القطاع.

#### الهجمات ضد القوات الأمريكية
تعرّضت مساء هذا اليوم قاعدة عين الأسد الجوية بالأنبار في العراق لهجومٍ بمسيرات وصواريخ وسُمعَ دوي انفجارات داخلها، كما اعترضت المدمّرة الحربية الأمريكية يو إس إس كارن والتي تُبحر قرب اليمن 3 صواريخ وعددًا من المسيرات رجَّح مسؤولون أمريكيون أنّ الحوثيون أطلقوها نحو إسرائيل، ثم سُمعت دوي انفجارات في محيط حقل كونيكو للغاز بدير الزور حيث تتمركز قوات أمريكية أيضًا. تعرّضت القوات الأمريكية في المنطقة لثلاث هجمات شبه متزامنة، لكنها كانت خفيفة أو جرى إحباطها ولم تُسفر عن ضحايا أو تغييرات ملحوظة، ومع ذلك فقد حظيت هذه الأحداث بمتابعة واهتمامٍ عالمي في ظلِّ التصعيد والتوتر الكبير الحاصل في الشرق الأوسط.

### المظاهرات الشعبية
بعد مظاهرات داعمة لإسرائيل في الأيام الأولى لعملية طوفان الأقصى، بدأت رقعة المظاهرات المؤيّدة لفلسطين آخذةً في الاتساع وخاصة في الدول العربية التي شهدت عشرات المظاهرات دعمًا للقضية الفلسطينية ولقطاع غزة في حربه ضد إسرائيل. أعلنت هيئة البث الإسرائيلية عن إخلاء تل أبيب لسفاراتها أو بعثاتها الدبلوماسيّة بعددٍ من الدول بما في ذلك البحرين، الأردن، المغرب، مصر وتركيا. نُظّمت كذلك مظاهرةٌ كبيرةٌ في ساحة الجمهورية بالعاصمة الفرنسية باريس تأييدًا لفلسطين وتنديدًا بالعدوان الإسرائيلي لكنها شهدت محاولاتٍ من الشرطة الفرنسية قمعها. دعت حركة الجهاد الإسلامي الأمتين العربية والإسلاميّة للخروج في اليوم الموالي (الجمعة 20 أكتوبر) بمسيرات غضب تنديدًا بالحرب على غزة وإسنادًا للشعب الفلسطيني، كما دعا الناطق باسم كتائب القسام الأمتين للمشاركة والمساهمة في الدفاعِ عن الأقصى.

## اليوم الرابع عشر (20 أكتوبر)

### التضييق على الضفة
اقتحمت قوات الاحتلال الإسرائيلي في ساعات الصباح الأولى عددًا من مدن وبلدات الضفة الغربية وحاولت مع اقتراب صلاة الجمعة منع المصلّين من التوجّه صوبَ المسجد الأقصى بالقدس المحتلة، كما شدَّدت حصارها على مدينة نابلس، أما الحصار الأكبر فكان على طولكرم التي أُغلقت من عدة محاور وشدَّد الاحتلال الإسرائيلي حصاره عليها بعدَما سقطَ جندي قتيلًا في اليوم السابق خلال محاولة اقتحام فاشلة. لجأت إسرائيل لنفس الطريقة التي استعملتها ضد قطاع غزة وهي الحصار الشامل بما يتضمّنه من قطعٍ متعمّدٍ للماء والكهرباء وباقي مقومات الحياة ففعلت نفس الشيء ضد مخيم نور شمس. اعتقلت قوات الاحتلال الإسرائيلي عشرات الفلسطينيين في أنحاء متفرقة من الضفة الغربية، وأبعدت مئات آخرين من تأدية الصلاة على مقربةٍ من باب الساهرة ثم قمعت أيّ احتجاجٍ تضامني مع ما يجري لغزّة.

### سياسة الأرض المحروقة

#### القصف المكثّف
واصلت إسرائيل تنفيذ استراتيجيتها العسكرية المتمثلة بالأساس في الأرض المحروقة من خلال عشرات الغارات على مناطق الشمال من قطاع غزة وعلى مدينة غزة كما استهدفت مناطق أخرى في الوسط خاصة دير البلح التي سقطَ فيها ضحايا خلال سلسلة غارات جويّة طالت عددًا من المنازل السكنيّة. أعلنَ المتحدث باسمِ الجيش الإسرائيلي في هذا اليوم عن استعداد الجيش للمرحلة الثانية من عمليّة الأسوار الحديديّة وهي المناورة البرية دون تقديم مزيدٍ من التفاصيل.

#### استمرار الحصار المطبق
تواصلت الغارات الجويّة الإسرائيلية على كامل القطاع ومن دون توقف تقريبًا، ومعها تواصل سقوط الضحايا المدنيين في صفوفِ الفلسطينيين بما في ذلك 12 مدنيًا انتشلهم الدفاع المدني من تحت منزلٍ لعائلة العايدي في مخيم النصيرات وسط قطاع غزة. لم تكن الغارات الجوية الشيء الوحيد المستمر من طرفِ إسرائيل، بل استمرَّ حصارها للقطاع ومعه تضاعفت معاناة الغزيين في ظلِّ شح الموارد الضروريّة وانعدام مواد أخرى، كما استمرَّ معبر رفح الذي يربطُ بين مصر من جهة وقطاع غزة من جهة ثانية مغلقًا بأمرٍ وضغطٍ من إسرائيل في ظلِّ محاولات وصفها الإعلام العربي بـ «الخجولة جدًا» من الزعماء والقادة العرب. انتقدت حماس الإغلاق الكامل للمعبر ونشرت بيانًا قالت فيه إنّ اقتصار الحديث على إدخال 20 شاحنة فقط من المساعدات إلى غزة هو محاولة أمريكية صهيونية لذر الرماد في العيون، مؤكّدة أن الهدف من هذه المحاولة هو الضغط على الغزيين للنزوحِ إلى الجنوب تمهيدًا لتهجيرهم.

#### التهديد بقصف مشفى القُدس
أعلنَ مدير مستشفى القدس أنّ الجيش الإسرائيلي أبلغَ بضرورة إخلاء المستشفى الذي يُوجد بداخله 12 ألف نازح وذلك في غضون ساعات قليلة وهو ما أكّد المدير استحالته. برَّر الجيش هذا الطلب بأن هناك عملية عسكرية وأن المشفى في خطر مهددًا بقصفه بعدما كان قد ارتكبَ مجزرة في حقّ مستشفى المعمداني قبل أيّام قليلة. تعمّقت الأزمة الإنسانية أكثر فأكثر حينما طلبت الأونروا إخلاء 5 مدارس تابعة لها في قطاع غزة وهي المدارس التي تؤوي آلاف النازحين معلنةً وقف دعمها كونها في خطر ولا تستطيع حمايتها بعد تهديدها من الاحتلال الإسرائيلي.

#### الدعم الأمريكي وإطلاق سراح رهينتَين
استمرّ تدفق الدعم الأمريكي على إسرائيل، حيث أكّدت وزارة الدفاع الإسرائيلية تلقيها حتى اليوم وفي نحو أسبوعين فقط ما مجموعه 1000 طنٍ من الأسلحة لتعزيز قدرات الجيش، أما بايدن فقد وجَّه إدارته لاتخاذ ما وصفها بالإجراءات السريعة لضمان حصول إسرائيل على كل ما تحتاجه «للدفاع عن نفسها». شهد هذا اليوم إفراج كتائب القسام عن رهينتَين تحملانِ الجنسية الأمريكية (أم وابنتها)، حيث سُلّمتا للصليب الأحمر بغزة قبل نقلهما إلى مصر ومن ثم إسرائيل. أعلنَ وزير الخارجية الأمريكي بعد هذه الصفقة أنّ هناك أكثر من 200 رهينة في قطاع غزة مذكّرًا بأنه «ينبغي إطلاق سراحهم جميعًا ودون شروط».

### المناوشات مع حزب الله
أكّدت وزارة الدفاع الإسرائيلية عن خطةٍ لإجلاء سكان بلدة كريات شمونة القريبة من الحدود اللبنانية في ظلِّ التوتر الحاصل هناك وخاصة بعدما استهدفَ مقاومون من حركة حماس البلدة بعشرات الصواريخ اليوم السابق رغم أن الجيش الإسرائيلي قال إن تلك الصواريخ تتبعُ لحزب الله. سُرعان ما وصلت عدّة حافلات إسرائيلية إلى كريات شمونة وبدأت فعليًا كما وثقت وسائل الإعلام في عينِ المكان البدء الفعلي في إجلاء السكان بالكامل. استمرَّت المناوشات في المنطقة الشمالية من إسرائيل حيث تسلّل مسلّحٌ لداخل منطقة لبنانية تحتلّها إسرائيل وأطلق الرصاص على حارس مستوطنة قبل أن تغير على موقعه طائرة مسيرة إسرائيلية كما جاء في بيانٍ تحديثي للجيش الإسرائيلي. ردَّ الحزب اللبناني على الغارة الجوية الإسرائيليّة من خلالِ استهداف موقعي رويسات العلم والسماقة بصواريخ موجهة، قبل أن تقصفَ المدفعية الإسرائيلية مواقع داخل جنوب لبنان مجددًا.

## اليوم الخامس عشر (21 أكتوبر)

### نصف شهر من القصف الجوي
استمرَّ القصفُ الجوي والغارات العنيفة على كل مكانٍ في القطاع وذلك لنصفِ شهرٍ كامل. غارات اليوم المكثفة بدأت من الجنوب حينما دمّر الاحتلال الإسرائيلي شقة سكنية تعود لعائلة زعرب في رفح متسببًا في مقتلِ 10 مدنيين على الأقل وجرحِ آخرين. طالت الهجمات الإسرائيلية مواقع الدفاع المدني هي الأخرى في هجماتٍ ليست هي الأولى خلال هذه المعركة بل حدثت بشكل متكرّر وفي أكثر من مناسبة. القصف الإسرائيلي هذه المرة استهدفَ موقعًا لعناصر الدفاع المدني في رفح ما تسبب في مقتل أحدهم وإصابة 4 آخرين بجروج متفاوتة الخطورة مع خسائر ماديّة في المعدات والآليات.
هدأت الأوضاع قليلًا على الجبهة اللبنانية لكنها ظلَّت مشتعلة في قطاع غزة حيث استمرت الضربات الجوية المكثفة فسقطَ العشرات من الضحايا في مناطق متفرقة بما في ذلك خان يونس ومدينة غزة نفسها التي تعرضت لسلسلة غارات دمّرت الكثير من بنيتها التحتيّة ومئات الوحدات السكنيّة طوال أيام. نعت حركة المقاومة الإسلاميّة حماس عضوها في المكتب السياسي للحركة أسامة المزيني والذي قالت إنه قُتل في غارة صهيونيّة غادرة على منزله في مدينة غزة. نشر أبو عبيدة بيانًا ذكر فيه قرار حماس بإطلاقِ أسيرتين إضافيتين لأسباب إنسانية قاهرة دون مقابل لكن الاحتلال رفض استلامهما، وردّ مكتب رئيس الوزراء الإسرائيلي على هذا البيان الذي خلق ضجة في الأوساط الإسرائيليّة بالقول إن تل أبيب لن تتعاملَ مع دعاية حماس التي وصفتها بـ «الكاذبة» مؤكّدة مواصلة العمل بكل السبل لإعادة جميع المختطفين.

### فتح معبر رفح مؤقتًا
| ”                                                                    | لا تُوجد كلماتٌ يمكن أن تصف مستوى الإدانة لجميع الفظائع والانتهاكات في غزة. | “ |
| —المفوض العام للأونروا فيليب لازاريني خلال حديثه عمّا يجري في القطاع. |                                                                           |   |

أخيرًا وبعد نصف شهرٍ كامل من الحصار المطبق والخانق والكلي على قطاع غزة وبعد الكثير من الشد والجر من هنا وهناك أعلنت السفارة الأمريكية في إسرائيل أنّ المعبر الحدودي بين مصر والقطاع سيُفتح في العاشرة صباحًا بالتوقيت المحلي وسط حديثٍ عن دخول عددٍ محدودٍ جدًا من شاحنات المساعدة الإنسانيّة مقابل خروج الأجانب من القطاع. أكّد الإعلام الحكومي بغزة أن القافلة التي ستدخل عبر المعبر لن تستطيع تغيير الكارثة الإنسانية في القطاع مطالبًا بضرورة فتح المعبر بشكل دائم وإدخال جميع الاحتياجات الضرورية، وهو نفس الشيء الذي أكّد عليه الهلال الأحمر الفلسطيني قائلًا إن المساعدات التي تدخل اليوم من معبر رفح لغزة نقطة في بحر الاحتياجات الإنسانية. بدأت بعضٌ من شاحنات المساعدات من الجانب المصري في الوصول للمعبر فعليًا وذلك في نحو العاشرة والنصف صباحًا، ثم فُرّغت حمولاتها في شاحنات فلسطينية داخل الجانب الفلسطيني من المعبر.

### الاحتجاجات الغربية لدعم فلسطين

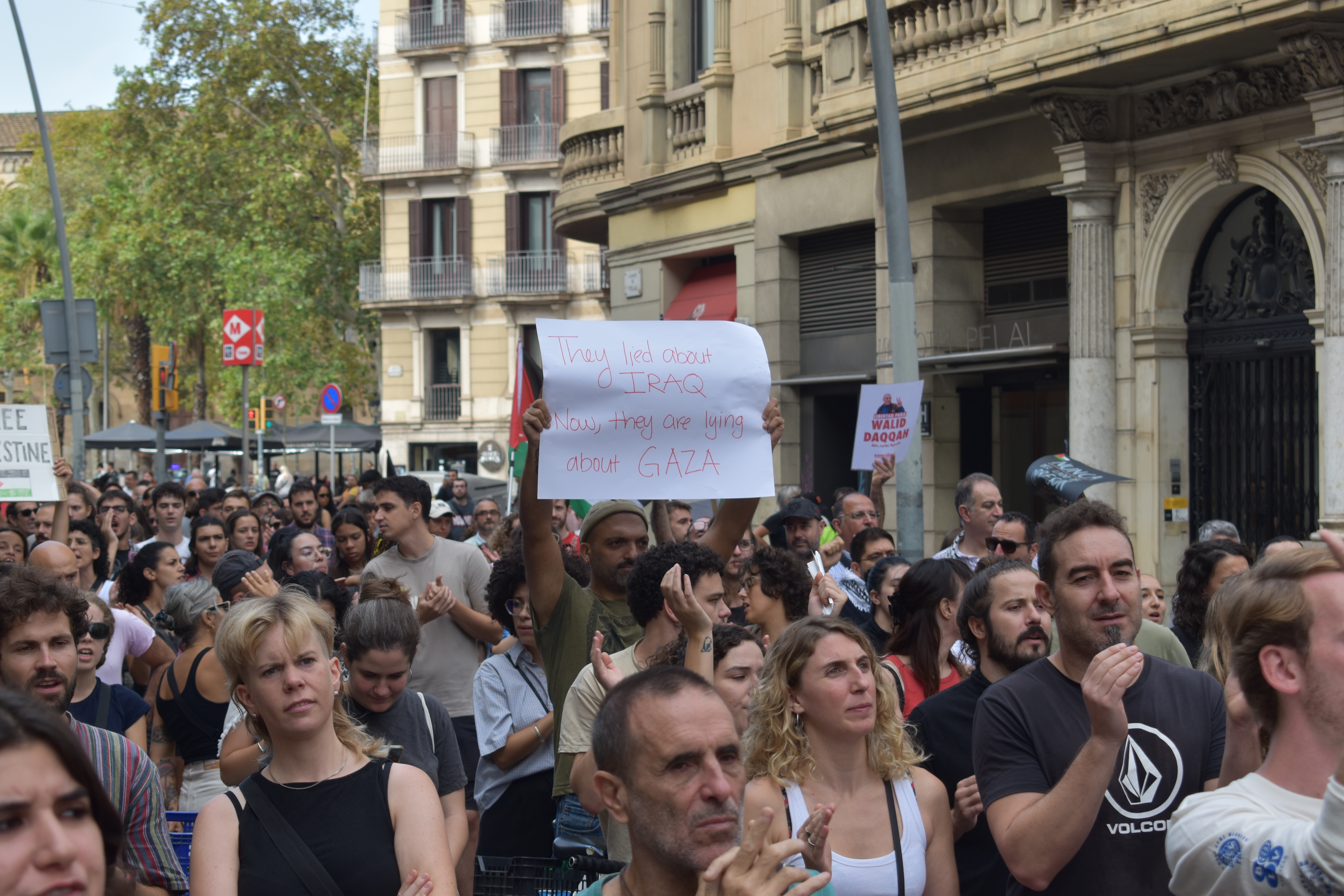
تظاهرة شعبية في مدينة برشلونة الإسبانية يوم 14 أكتوبر 2023 دعمًا لغزّة، حيث يحمل أحد المتظاهرين لافتةً كتبَ فيها أنّ الغرب يكذب حول غزّة مثلما كذب حول العراق بخصوص أسلحة الدمار الشامل.

مع ارتفاعِ عدد المظاهرات الشعبية ضدّ إسرائيل ورفضِ سرديّتها، خرجَ مجلس الأمن القومي الإسرائيلي ببيانٍ استعجالي طالبَ فيه الإسرائيليين المقيمين في كلٍ من تركيا وماليزيا وإندونيسيا وجزر المالديف المغادرة فورًا، كما شدَّد على ضرورة مغادرة عددٍ من الدول العربية بما في ذلك الإمارات والبحرين والأردن مع الامتناع عن السفر للمغرب. شهدت العاصمة البريطانية لندن خلال هذا اليوم مسيرة حاشدة طالبت بالوقفِ الفوري لإطلاق النار ورفع الحصار عن غزة وإنهاء الاحتلال، وقدَّرت شرطة العاصمة البريطانية عدد المشاركين في التظاهرة المؤيّدة للحقّ الفلسطيني بنحو 100 ألف متظاهر. خرجَ وزير الخارجية البريطاني جيمس كليفرلي في تصريحات للصحافة تحدث فيها عن ضرورة العمل على إحلال السلام في المنطقة ومنع تطور الوضع إلى حرب شاملة رغم كل الدعم المطلق واللا مشروط الذي قدمته المملكة المتحدة ممثلة في حكومتها بقيادة ريشي سوناك لإسرائيل خلال هذه الحرب ورغم دعمه هو الآخر لتل أبيب التي زارها وجيَّش منها على الفلسطينيين وعلى القضية الفلسطينية. أعاد وزير الخارجية التذكير على أن الموقف في المنطقة بالغ الصعوبة ملمّحًا لإيمانِ الحكومة البريطانية بأهمية الدبلوماسية للتوصّل لحل سلمي. نشرت الفصائل الفلسطينية بيانًا مشتركًا قالت فيه إنّ «التحركات في المنطقة لم ترق بعد إلى مستوى المسؤولية والواجبات لوقف العدوان»، وأكّدت الفصائل أنّ أي «جهودٍ لا تتضمن وقف الإبادة بحق شعبنا ستكون محدودة الجدوى والتأثير».

## اليوم السادس عشر (22 أكتوبر)
ارتكبت إسرائيل مجازر جديدة بحق المدنيين، خاصة جنوبي القطاع، حيث استشهد منذ فجر اليوم 166 فلسطينيا، منهم 13 شهيدا و27 مصابا وصلوا للمستشفى الإندونيسي جراء المجزرة الإسرائيلية بمنطقة الألباني وسط مخيم جباليا.
في حين أعلنت كتائب القسام أنها أوقعت قوة إسرائيلية مدرعة في كمين محكم بعد عبورها السياج الحدودي لأمتار ودمرت دبابة وجرافتين.
وقد اعترف المتحدث باسم الجيش الإسرائيلي بمقتل جندي وإصابة 3 آخرين خلال ما أسماها عملية دهم في قطاع غزة.
وفي الضفة الغربية، استشهد 6 فلسطينيين برصاص قوات الاحتلال في جنين ونابلس والخليل.
وعلى الجبهة الشمالية، قصف حزب الله اللبناني مواقع عسكرية لجيش الاحتلال الإسرائيلي الذي رد بالمدفعية والمسيّرات، في حين هدد رئيس الوزراء الإسرائيلي بنيامين نتنياهو لبنان والحزب بـ"دمار لا يمكن تخيُّله".
وقالت الأمم المتحدة انه تم دخول 14 شاحنة محملة بالمساعدات إلى غزة.

### البيت الأبيض
قال البيت الأبيض إن "الرئيس الأميركي جو بايدن بحث في اتصال هاتفي مع زعماء كندا وفرنسا وألمانيا وإيطاليا وبريطانيا الحرب في غزة بين إسرائيل وحركة حماس".
وفي أكثر من مناسبة، أكد بايدن دعمه لما سماه حق إسرائيل في الدفاع عن نفسها في وجه هجوم حماس، كما قدم طلبا للكونغرس لتقديم تمويل إضافي لإسرائيل بقيمة 14 مليار دولار.

## اليوم السابع عشر (23 أكتوبر)

### أعنف ليلة
| ”                                                                      | متوسط الشهداء نحو 350 شهيد يوميًا بالقصف الإسرائيلي. | “ |
| —رئيس المكتب الإعلامي الحكومي في غزة في تصريحاتٍ للصحافة يوم 23 أكتوبر. |                                                     |   |

كانت هذه الليلة هي الأعنف إطلاقًا منذ بداية الغارات الجوية الإسرائيليّة على قطاع غزة لعدد الغارات وشدّتها ومكان تركّزها، حيث استهدفت مئات المناطق المختلفة والمتفرقة من القطاع بما في ذلك منازل المدنيين ومواقع قريبة جدًا من المستشفيات. بدأ القصفُ أولًا على الشمال وتحديدًا مخيّم جباليا ثم الوسط بحيث ركّزت إسرائيل غاراتها على مخيمي النصيرات والبريج. هدَّ القصفُ الإسرائيلي عشرات المنازل على رؤوس من بقي فيها وتسبّب في انهيار مباني بأكملها بحيث سويت بالأرض وهو الذي عقَّد مهمة عناصر الدفاع المدني في إخراجِ العالقين الذين ظلَّ كثيرٌ منهم تحت الأنقاض لساعات في ظلِّ انقطاع الكهرباء وفراغ شحن المعدات المستخدمة في الإنقاذ. لم تتوقف الغارات الإسرائيلية طوال الساعات الأولى من هذا اليوم وكلها نُفِّذت دون سابق إنذار رغم أنها طالت مناطق مأهولة بالسكّان، بل إنّ مدير مستشفى العودة في غزة خرجَ في تصريحاتٍ للصحافة قال فيها إنّ جميع الأهداف الإسرائيلية هي أحياء سكنية يقطنها مدنيون. طال القصف مناطق الجنوب كذلك والتي ادّعت إسرائيل أنها آمنة وطلبت من الشعب الغزّي النزوح لها، حيث سقطَ 4 فلسطينيون على الأقل في غارة جويّة استهدف منزلًا في رفح.
هدأت الأوضاع لسويعات قليلة مع الصباح تخلّلها قصفٌ إسرائيلي محدود قبل أن تعود للاشتعال من جديدٍ بعد سلسلة غارات جوية استهدفت مدينة غزة، ثم ردَّت كتائب القسام في نحو الحادية عشر والنصف صباحًا بقصفٍ على المُستعمَرات الإسرائيلية القريبة من القطاع بما في ذلك عسقلان وذلك بعدما قلَّلت فصائل المقاومة في القطاع رشقاتها الصاروخيّة بصورة ملحوظة في الأيام الأخيرة. القصف الإسرائيلي اللاحق لم يستهدف المنازل السكنية فحسب بل وصلَ المساجد حيث دمَّرت طائرات الاحتلال مسجد النور المحمدي في حي الشيخ رضوان ومسجد الرباط في حي الزيتون داخل مدينة غزة. ردَّت كتائب القسام على الاستهدافات الإسرائيلية المكثفة والغارات الجوية التي لا تنتهي من خلال استهدافِ السرب 107 في قاعدة حتسريم ومقر قيادة فرقة سيناء عبر طائرتين مسيّرتَين من طرازِ الزواري أعلنت إسرائيل في وقت لاحق نجاحها في اعتراضهما وإسقاطهما.

### الدعم الغربي
| ” | الموقف العربي والإسلامي ضعيف والتحركات السياسية لمختلف الدول مترددة أمام أمريكا والغرب. | “ |
| —جزءٌ من بيانٍ لحركة الجهاد الإسلامي حول الدعم الغربي لإسرائيل مقابل التخلي العربي والإسلامي عن فلسطين. |                                                                                         |   |

تواصلت الغارات الإسرائيلية على أغلب أحياء قطاع غزة وخلَّفت عشرات الضحايا أغلبهم مدنيين، في ظلِّ نفاقٍ دولي كما وصفته فصائل المقاومة الفلسطينية. واصلت الدول الغربية دعمها للاحتلال الإسرائيلي بكل ما يُمكن في الوقت الذي فشلت فيه كل الدول العربية والإسلاميّة في رفعِ الحصار الشامل والكامل على الأقلّ حيث لم تجرأ ولا دولة على إدخال مساعدات إنسانيّة من معبر رفح الرابط بين دولتين عربيتين بالأساس. نشرَ قادة كل من أمريكا وكندا وفرنسا وألمانيا وإيطاليا وبريطانيا بيانًا مشتركًا أعلنوا فيه دعمهم الصريح والمباشر والكلّي لإسرائيل ضمنَ حقٍ سمّوه «حقّ الدفاع عن النفس». تكرّر الحديث عن الدخول البري الذي تُصرّ عليه إسرائيل لكنها لم تُقدم عليه بعد رغم مرور أزيد من نصف شهر على عملية طوفان الأقصى. خرجت تحليلات عبريّة بناءً على مصادر رسميّة تقول إن تل أبيب كانت تنوي بدء تدخلها البري في الأيام القليلة الماضية لكنها تلقت طلبًا من واشنطن لتأجيل العمليّة حتى وصول قوات أمريكية إضافية لم يُفصح عن طبيعة مهامها ولا الأدوار التي ستقوم بها. نشرت يديعوت أحرونوت خلال هذا اليوم مقالًا مطولًا تحدثت فيه عن أزمة ثقة بين نتنياهو وقيادة الجيش وعلاقات متوترة بين نتنياهو وغالانت تعرقل العمل المشترك خاصة في مسألة التقييمات والخطط والقرارات. وصلت في هذا اليوم المزيد من طائرات النقل الأمريكية التي تحملُ عتادًا عسكريًا ومساعدات عسكريّة بالأطنان، وأكّد جون كيربي في حديثٍ للإعلام أنّ المساعدات الأمنية الأمريكية مستمرة في التدفق بشكل يومي. استمرَّ الدعم السياسي الغربي لإسرائيل كذلك حيث شنَّ رئيس الوزراء البريطاني سوناك هجومًا على المقاومة الفلسطينية في جلسة برلمانيّة واصفًا إيّاها بـ «الإرهاب»، ومعلنًا عن دعمه من جديدٍ لما سمّاه «حق إسرائيل في الدفاع عن نفسها» متجاهلًا بشكل تامٍ الحقوق الفلسطينية والشعب الفلسطيني الذي يرضخُ تحتَ الاحتلال بالأساس ومحاولًا تعويض هذا التجاهل الذي وصفه محلّلون عرب بـ «النفاق» من خلال الإعلان عن دعمٍ مادي لمن سمَّاهم «المدنيين الفلسطينيين» في غزة.

### اغتيال عمر دراغمة
نشرَ الناطق باسم كتائب القسام خبرًا على حساباته الرسمية على مواقع التواصل خبرًا يُفيد بإطلاق المقاومة الفلسطينية بوساطة مصرية وقطرية سراح محتجزَتين لدواعٍ إنسانية ويتعلّق الأمر بالرهينَتين اللتين رفضت إسرائيل استلامهما سابقًا. جاء في بيانِ أبو عبيدة أن الإفراج تمّ لدواعٍ إنسانية ومرضية قاهرة رغم ارتكاب الاحتلال أكثر من 8 خروقٍ للإجراءات. أُعلن اليوم أيضًا عن قتلِ القيادي في حركة حماس عمر دراغمة في سجون الاحتلال في الضفة الغربية، وقالت حركة المقاومة الإسلاميّة إنّ دراغمة اعتُقل بعد عملية طوفان الأقصى وما جرى ضده عملية اغتيال ممنهجة بعد تعمّد تعذيبه، فيما وصفت حركة الجهاد الإسلامي اغتيال الأسير دراغمة بالجريمة التي تكشفُ الوحشية التي يتعرض لها الأسرى داخل السجون. سرعان ما خرجت مسيراتٌ في مدينة طوباس تنديدًا بجريمة اغتيال عمر دراغمة في سجون الاحتلال وبما يتعرّض له الأسرى من تنكيل وتشديد وجرائم.

## اليوم الثامن عشر (24 أكتوبر)
واصل الطيران الإسرائيلي قصف المدنيين بلا هوادة، ووثقت وزارة الصحة الفلسطينية في القطاع خلال الساعات الماضية 47 مجزرة خلفت 704 شهداء، ومع تواتر المجازر بحق المدنيين والتدمير الشامل للأحياء السكنية في غزة، يزداد الوضع الإنساني تدهورا، حيث أعلنت وزارة الصحة في غزة الانهيار التام للمنظومة الصحية بالمستشفيات، في حين ارتفع عدد النازحين بالقطاع إلى نحو مليون و400 ألف.

### استشهاد أسير ثان بسجون الاحتلال
أعلنت هيئة شؤون الأسرى ونادي الأسير الفلسطينيان، استشهاد الأسير عرفات ياسر حمدان في سجون الاحتلال الإسرائيلي، وذلك في ثالث أيام اعتقاله بعد أقل من 24 ساعة على استشهاد أسير آخر بسجون الاحتلال هو القيادي في حركة المقاومة الإسلامية (حماس) عمر دراغمة مساء أمس. وقالت المؤسستان، في بيان مشترك، إن الأسير عرفات ياسر حمدان (25 عاما) من بلدة بيت سيرا قضاء رام الله بالضفة الغربية، استشهد في سجن عوفر الإسرائيلي الذي سجن فيه منذ اعتقل يوم 22 أكتوبر/تشرين الأول الجاري، ضمن حملات الاعتقال الأخيرة في الضفة الغربية. ولم يتطرقا إلى ملابسات وفاة حمدان، فيما تحدث النشطاء عبر مواقع التواصل الاجتماعي عن "تعذيب الأسرى" للحصول على معلومات عن المقاومة الفلسطينية، فيما لم تصدر إفادة رسمية إسرائيلية له.

### أكبر اختراق بحري
أعلنت كتائب القسام الجناح العسكري لحركة المقاومة الإسلامية (حماس) أن قوة بحرية من مقاتليها تمكنت من التسلل إلى شواطئ زيكيم جنوب عسقلان والاشتباك مع قوات الاحتلال، في حين أعلن الجيش الإسرائيلي أنه قتل عددا من المتسللين. وقالت كتائب القسام إن قوة من "الضفادع البشرية" تمكنت من "التسلل بحرا والإبرار على شواطئ زيكيم جنوب عسقلان المحتلة، حيث دارت اشتباكات مسلحة مع جيش الاحتلال في تلك المنطقة". وانطلقت صفارات الإنذار مرتين في مستوطنتي زيكيم وكرميا مع توالي الأنباء عن عملية التسلل.
وأعلن متحدث باسم الجيش الإسرائيلي إحباط عملية التسلل عند شاطئ زيكيم، وقال إن قواته لا تزال تمشط المنطقة، لكنه لم يكشف عن تفاصيل بشأن حجم العملية وعدد المشاركين فيها. وقال المتحدث إن عناصر الكوماندوز البحري الفلسطيني تسللوا عبر نفق إلى البحر ثم إلى شاطئ زيكيم. وقالت القناة 12 الإسرائيلية إن 10 مسلحين على الأقل قتلوا بنيران البحرية الإسرائيلية، في حين قالت القناة 14 إن الاشتباكات مستمرة في المنطقة.

### الجبهة اللبنانية
قال حزب الله -في بيانين منفصلين- إن "كلا من علي عدنان أرطيل وإبراهيم محمد قشمر استشهدا أثناء القيام بالواجب الجهادي"، دون ذكر مزيد من التفاصيل. وبذلك، ارتفعت حصيلة قتلى حزب الله خلال المواجهات مع جيش الاحتلال عبر الحدود بعد عملية طوفان الأقصى إلى 29. بدورها، نقلت صحيفة يديعوت أحرونوت الإسرائيلية عن الجيش الإسرائيلي قوله إن طائرة هاجمت خلية كانت تحاول إطلاق صواريخ عبر الحدود مع لبنان، وهو مما تكرر مرات عدة سابقا. وأضافت الصحيفة أن الجيش الإسرائيلي هاجم البنى التحتية لحزب الله، بما في ذلك مجمع عسكري ونقطة مراقبة تابعة للحزب، وذلك ردا على إطلاق نار أتى من الأراضي اللبنانية. وقالت وكالة الأنباء اللبنانية الرسمية إن طيران الاحتلال شن غارة على منطقة تل نحاس في أقصى الجنوب اللبناني، كما استهدف بغارة جوية مقر جمعية "أخضر بلا حدود" التابعة لحزب الله.

## اليوم التاسع عشر (25 أكتوبر)
أعلنت وزارة الصحة الفلسطينية عن ارتفاع عدد «الشهداء» منذ 7 تشرين الأول/أكتوبر في قطاع غزة إلى 6546، منهم 2704 طفلًا، بينما وصل عدد الجرحى إلى 17,439 فلسطيني بجراحٍ مختلفة.

### مخيم النصيرات
واصل الاحتلال الإسرائيلي قصف المدنين، حيث قصف المنزل الذي تقطن فيه عائلة الصحافي والمراسل الميداني وائل الدحدوح الذي نزحوا إليه في مخيم النصيرات، ما أسفر عن وفاة زوجته واثنين من أبنائه. يذكر أن المنزل يقع جنوب قطاع غزة وهي ضمن المناطق التي طلب الاحتلال من السكان التوجه إليها.

## اليوم العشرون (26 أكتوبر)

### اشتداد الغارات الجوية
اشتدَّت الغارات الجوية الإسرائيلية على قطاع غزة والتي طالت كلّ المناطق في القطاع بما في ذلك محيط مستشفى شهداء الأقصى في دير البلح فضلًا عن باقي المدن ومنها الزوايدة التي سقطَ فيها 5 قتلى من المدنيين على الأقل جرّاء غارات طالت منازل سكنيّة هناك. تواصلت الغارات المكثفة على مناطق الشمال والوسط حيث أغارت إسرائيل بعشرات الاستهدافات طوال الليل على بيت لاهيا وباقي مناطق الشمال، كما تعرّض الجنوب هو الآخر والذي تزعمُ إسرائيل أنه آمن للغارات الإسرائيلية حيث تعرضت بعض المنازل في خانيونس بدءًا من الثالثة صباحًا لقصفٍ عنيف أوقعَ 17 قتيلًا على الأقل. استمرَّت الغارات الإسرائيلية حتى بعد الثامنة صباحًا حيث ركَّزت إسرائيل هجماتها على مخيّمات الشمال والوسط مع استهدافاتٍ أخرى للمناطق الجنوبية. أكّد رئيس المكتب الإعلامي الحكومي بغزة أنّ القصف الإسرائيلي دمّّر نصف الوحدات السكنية في القطاع، مضيفًا أن الاحتلال يستخدم ذخيرة تسبب دمارًا هائلًا في البنية التحتية بل اتهمَ إسرائيل باستخدامِ ذخيرة جديدة تُسبّب إذابة أطراف الجرحى وهي دخائر محرمة دوليًا بالأساس. قُبيل الثانية زوالًا أطلقت كتائب القسّام رشقات صاروخية مكثفة ومتتالية باتجاه تل أبيب وضواحيها ونجحت القبة الحديدية في اعتراضِ أغلب الصواريخ باستثناء صاروخ واحد على الأقل سقطَ في مستوطنة إسرائيليّة لكنه لم يُسفر عن قتلى أو جرحى بعدما توجَّه أغلبُ المستوطنين للملاجئ عقبَ سماع صفارات الإنذار.

### محاولة التوغل وخنق الضفة
حاولت القوات الإسرائيليّة تنفيذ عملية توغل بري في الساعات الأولى من هذا اليوم داخل قطاع غزة، ونقلت وكالة رويترز للأنباء نقلًا عن مصادر مطّلعة في إذاعة الجيش الإسرائيلي قولها إنّ عملية التوغل التي نفذتها القوات البرية كان الهدف منها مهاجَمة مواقع حماس في القطاع وتدمير البنية التحتيّة ثم تراجعت لاحقًا.
واصلت إسرائيل خنقها للضفة الغربية حيث اقتحمت فجرًا ومن عدّة محاور مدينة الخليل واعتقلت عددًا من الفلسطينيات بما في ذلك أسيرات محرَّرات. تزامنَ اقتحام الخليل مع اقتحام مدن أخرى في الضفة بما في ذلك نابلس والبيرة التي اندلعت فيها اشتباكات محدودة بين الفلسطينيين وقوات الاحتلال. نشرت حماس بيانًا قالت فيه إنّ اعتقال إسرائيل عشرات من كوادرها ومن الناشطين في الضفة لن يُوقف الثورة والمقاومة ضد الاحتلال الزائل.

### الدعم السياسي لإسرائيل
تبنّى مجلس النواب الأمريكي بالأغلبية مشروع قرارٍ يدعمُ إسرائيل ويُدين حركة حماس، كما اتصلَ خلال هذا اليوم أوستن بنظيره الإسرائيلي وبحثا ما قالَ البنتاغون إنها آخر تطورات العمليات الإسرائيلية «لاستعادة الأمن عقب هجوم حماس»، ثم جدَّد أوستن تقديره لما زعمَ أنه «دور إسرائيل في تسهيل دخول قوافل المساعدات إلى غزة» رغم أن القطاع يعيشُ حصارًا مستمرًا وكاملًا منذ أزيد من 20 يومًا. استمرَّ الدعم السياسي المطلق لإسرائيل وهذه المرة من خلال مكالمة هاتفيّة بين بايدن ونتنياهو حيث بحث الثنائي التطورات في غزة وجهود تحديد مكان الرهائن وتأمين إطلاق سراحهم، كما أكّد الرئيس الأمريكي بحسب بيانٍ للبيت الأبيض ما سمَّاهُ «حقّ إسرائيل في الدفاع عن مواطنيها من الإرهاب» وهو السبب الذي كرّره بايدن وعددٌ من الزعماء الغربيين في أكثر من مرة خلال هذه الحرب لتبرير الدعم المطلق والشامل لإسرائيل.
في إطارِ الدعم المستمر من واشنطن لتل أبيب، ذكر المتحدث باسم البيت الأبيض في معرض ردّه حول سؤالٍ من صحفي بخصوص أعداد الضحايا في غزة بالقول إنّ تلك الأعداد ليست قريبة من الأرقام الحقيقيّة معترفًا بوقوعِ ضحايا مدنيين لكنّه طلبَ عدم الاعتماد على أرقام حركة حماس ووزارة الصحة بغزة. استمرَّ الدعم الأمريكي دون تردد ولا هوادة، حيث نشرت الخارجية الأمريكية بيانًا دافعت فيه بشكل صريح عن إسرائيل وقالت إنّ الأخيرة تتجنّب استهداف المدنيين زاعمةً أنها تقوم بعملها بشكل احترافي، أما عن عشرات التقارير وآلاف مقاطع الفيديو الموثقة التي أظهرت الخسائر البشرية في صفوفِ الشعب الغزّي فقد تذرعت الخارجية الأمريكيّة بأنها لا تتوفّر على تقدير نهائي بخصوصِ جرائم الحرب الإسرائيليّة وهي نفس الوزارة – مع وزارات أخرى في الحكومة الأمريكية – التي جزمت أنّ صاروح فلسطيني هو المتسبب في مجزرة مستشفى المعمداني رغم عدم صدور قرار نهائي أيضًا. المتحدث باسمِ البنتاغون قال بدوره إنّ القوات الإسرائيلية تقوم بعملها «بشكل احترافي» مرددًا نفس خطاب الخارجية بالحرف وداعيًا تل أبيب إلى «الالتزام بالقانون الدولي».

### تقرير وزارة الصحة الفلسطينية
نشرت وزارة الصحة الفلسطينية تقريرًا مساء يوم الخميس الموافق 26 أكتوبر 2023 يذكر في أن عدد الشهداء 7028 منذ السابع من شهر أكتوبر، وأرفقت وثيقةً تضم أسماء 6747 شهيدًا وأرقام هويتهم، وأن الوثيقة المنشورة لا تشمل 281 شهيدًا لم يتم التعرف عليهم بعد. وجاء هذا التقرير ردًا على تشكيك رئيس الولايات المتحدة جو بايدن في 25 أكتوبر حول صحة الأرقام التي تنشرها وزارة الصحة بقطاع غزة.

## اليوم الواحد والعشرون (27 أكتوبر)

### غارات جوية كثيفة
- كثف الجيش الإسرائيلي غاراته الجوية على شمال غزة مساء الجمعة.[293][294]
- استهدفت الغارات عند منتصف الليل محيط مستشفى الشفاء والمستشفى الإندونيسي، وأفادت وكالة الأنباء الفلسطينية أن الطيران الإسرائيلي أغار أكثر من عشر مرات حول محيط المستشفيين؛[293] وذلك بعد ادعاء إسرائيل أن القيادة المركزية لحركة المقاومة «حماس» تتخذ قبو مستشفى الشفاء مركزًا لعملياتهم، وهو ما نفته الأخيرة.[293][294]
- أعلن الجيش الإسرائيلي عن توسيع عملياته البرية في قطاع غزة.[295]

### انقطاع الاتصال وشبكة الإنترنت
- قُطع الإتصال بالكامل وخدمات الإنترنت عن غزة.[293]
- ذكرت ديبورا براون -مسؤولة في هيومن رايتس ووتش- في بيانٍ لها أن هذا الانقطاع يُمثِّل «غطاءً لفظائعٍ جماعية، ويسهم في الإفلات من العقاب على انتهاكات لحقوق الإنسان».[295]
- أدى الانقطاع إلى فقدان الهلال الأحمر الفلسطيني الإتصال بمركز العمليات، ولم تستطع فرق الإنقاذ تلقي الاتصالات الطارئة.[293][295]